# Histoire de l'Asie centrale
 (septembre 2022).

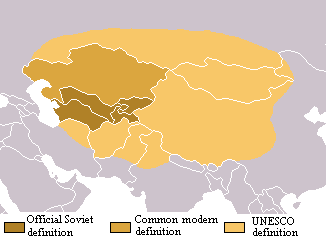
Carte de l'Asie centrale : les différentes limites possibles pour la région

Grâce à sa position géographique, l'Asie centrale a depuis très longtemps été traversée par les grandes voies de communication de l'Eurasie, notamment par la Route de la soie. Cette situation privilégiée lui a permis d'acquérir une grande richesse tant culturelle qu'économique. Il importe cependant de distinguer deux types de peuples, les sédentaires et les nomades, dont l'opposition a marqué l'histoire de l'Asie centrale pendant près de 3000 ans. L'aridité de cette région a contraint les sédentaires à mettre en place des réseaux d'irrigation. Leurs oasis étant éloignées les unes des autres, il leur était difficile de former des États unifiés. Les nomades ont toujours vécu dans la vaste zone de steppes et de déserts située au nord de l'Asie centrale. Quand leurs tribus parvenaient à s'unir, de puissants empires se constituaient. Ainsi en est-il des Xiongnu au IIIe siècle av. J.-C. ou des Mongols au XIIIe siècle. Les empires établissaient leur domination sur les oasis de l'Asie centrale et s'étendaient parfois hors de ce territoire. La Chine a fréquemment subi des invasions de peuples nomades.
L'âge d'or des peuples de la steppe prend fin au cours du XVIe siècle lorsque les grands empires russe et chinois prennent peu à peu le contrôle de la région. Lors du XIXe siècle le cœur de l'Asie centrale tombe aux mains des armées du tsar. Après la révolution russe de 1917, pratiquement toute la région est incorporée dans l'Union soviétique ; seule la Mongolie parvient à rester nominalement indépendante bien que dans les faits elle soit un satellite soviétique. Dans ces zones, l'industrialisation et la construction d'infrastructures se développent, entraînant la mort des cultures locales, la pollution et des tensions ethniques. Le programme de collectivisation entraînera des milliers de morts.
Avec la chute de l'Union soviétique, cinq nouveaux états voient le jour. Dans tous ces états les anciens dirigeants communistes gardent le pouvoir. Et même si un certain frémissement se fait sentir avec l'arrivée des américains dans la région à la suite de la guerre contre le terrorisme, on est encore loin d'avoir des états démocratiques. Le reste du territoire étudié reste sous le contrôle de la Chine.

## Préhistoire

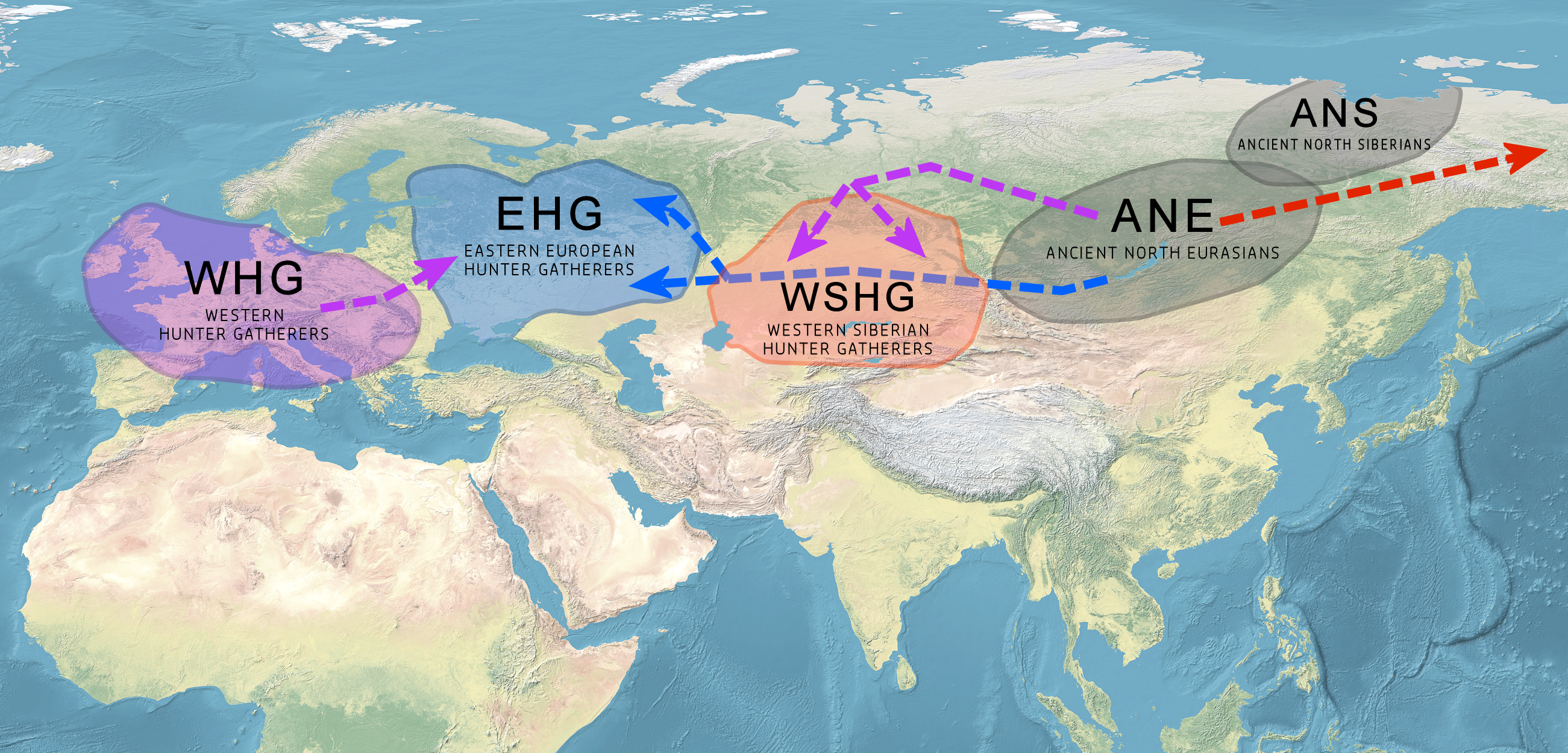
Ethnogenèse des chasseurs-cueilleurs (hypothèse)

La présence de l'homme est attestée en Asie centrale dès le paléolithique inférieur, notamment par les outils qu'il a produits. Le site le plus connu est celui de la vallée de Soan, au Pakistan. Les vestiges les plus anciens pourraient dater de 1,2 à 1,4 million d'années. Au Tadjikistan, les sites de Karatau I et Lakhuti I ont fourni plus de 2000 pièces datant de 200 000 à 300 000 ans. À cette époque l'Homo sapiens n'existe pas encore : ses plus anciens restes semblent avoir été trouvés en Mongolie-Intérieure en 1975, et datent du début du paléolithique supérieur.
Les premiers habitants de l'Asie centrale vivent de la chasse et de la cueillette jusque vers 10 000 AEC. Ils adoptent ensuite progressivement une économie de production. Au VIe millénaire av. J.-C., alors que des grottes continuent à être habitées par des chasseurs-cueilleurs, des cultivateurs sédentaires construisent des villages. Il en reste des vestiges sur le site de Djeitun, près d'Achgabat au Turkménistan. L'un de ces villages comprend une trentaine de maisons, pouvant loger jusqu'à 200 personnes. On cultive de l'orge et du blé, avec irrigation. La chèvre est sans doute domestiquée ; le mouton est encore chassé.
Peu avant l'époque de Djeitun, au VIIe millénaire av. J.-C., on observe une migration d'un peuple originaire du Moyen-Orient vers le sud-est de la Mer Caspienne, amenant avec lui des moutons et des chèvres domestiqués. Ces hommes utilisent des grottes comme celles de Djebel ou de Dam Dam Chashma II comme habitations saisonnières. Selon Bernard Sergent, il s'agirait de Sémito-Hamites. Poursuivant leur migration jusqu'au nord de la mer Noire, ils se seraient mélangés à des autochtones, et de ce métissage, seraient issus les Proto-Indo-Européens.
Du VIe millénaire av. J.-C. au IVe millénaire av. J.-C., la plus grande partie du Turkestan occidental est recouvert par la culture de Kelteminar (en) (5500-3500). On utilise la même technique de taille du silex qu'à Djeitun, mais on fabrique surtout des pointes de flèche, au lieu de produire des faucilles. On chasse la gazelle et l'onagre, on pratique la pêche. On installe des campements saisonniers près des points d'eau, avec des huttes semi-enterrées ou de grandes constructions de plus de 300 m2. On y laisse des os de chameaux, de bœufs et de chevaux sauvages. On utilise une poterie assez simple était utilisée, avec des décors peints ou incisés. Selon V. N. Danylenko, les hommes de Djebel auraient quitté le sud-est de la Mer Caspienne pour se rendre sur la Volga, à cause de la pression des hommes de Kelteminar, peut-être en deux vagues de migrations.
Au Ve millénaire av. J.-C., des tribus originaires de l'Iran central s'installent au sud du Turkménistan. Une nouvelle culture, dite de Namazga, apparait, avec le développement de l'agriculture, l'élevage des bœufs et des porcs, et le tissage. La métallurgie du cuivre est introduite. Vers la fin du IVe millénaire av. J.-C.. Ces communautés entrent en relation avec l'Iran et l'Inde du Nord. Elles s'étendent lentement vers l'est et des établissements agricoles se constituent en Ouzbékistan (site de Sarazm). Les premiers véhicules à roues apparaissent, en provenance sans doute du Moyen-Orient.
La culture de Namazga (4000-1100) parvient à son apogée au milieu IIIe millénaire av. J.-C., avec l'introduction de bronze et le développement d'un véritable urbanisme. Elle est connue par des sites comme celui d'Altyn-depe ou d'Hapuz-depe. La cité d'Altyn-depe possédait une entrée de 15 mètres de large, avec deux allées, une pour les piétons et une pour les véhicules. Il existe des représentations de chariots tirés par des chameaux. Les maisons étaient composées de plusieurs pièces. Les inhumations étaient généralement collectives, comme aux époques antérieures, mais il y avait aussi des tombes individuelles pourvues d'un riche mobilier. Ces dernières se trouvant près d'un édifice religieux, on peut supposer que les défunts avaient été des prêtres. Il s'agissait majoritairement de femmes.
Au Kazakhstan, les cultures ont beaucoup moins évolué. Au sud de ce territoire, elles sont restées proches de la culture de Kelteminar. La chasse, la pêche et la cueillette sont restées les principaux moyens de subsistance, mais on observe une tendance à la sédentarisation. Un site remarquable est celui de Botaï, au nord du Kazakhstan. Ses outils en silex ont permis de le dater des IVe millénaire av. J.-C. et IIIe millénaire av. J.-C.. Les maisons, semi-souterraines, avec un toit en bois, servent d'habitations permanentes. Les os d'animaux qui ont été trouvés proviennent à 99 % de chevaux. Les hommes de Botaï (3700-3100) les chassent, mais commencent aussi à les domestiquer, et à les monter.

## L'arrivée des Indo-Européens

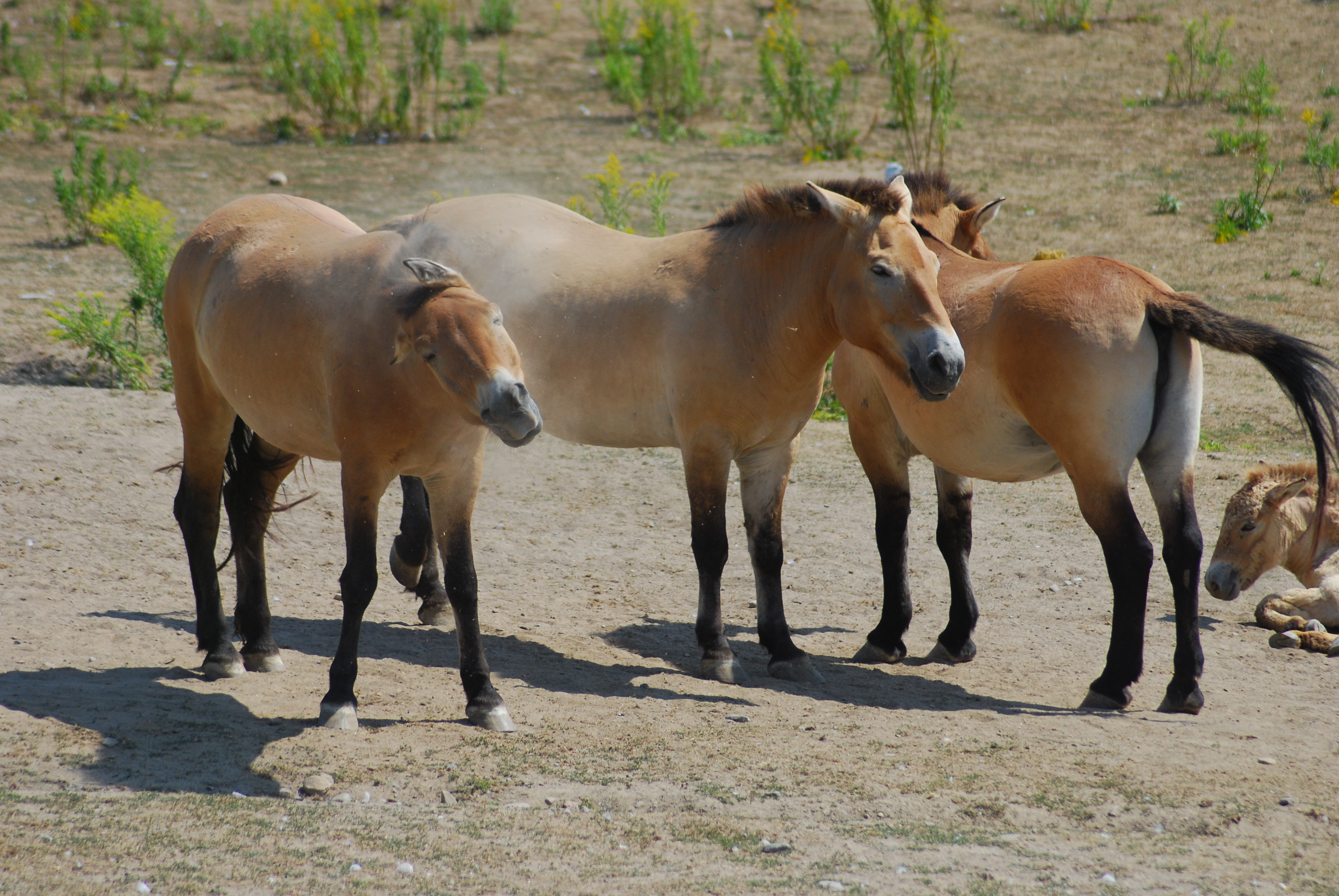
Cheval de Przewalski (Equus przewalskii), aussi dénommé cheval sauvage de Mongolie, ou Takhi, est probablement l'ancêtre des premiers chevaux domestiques.

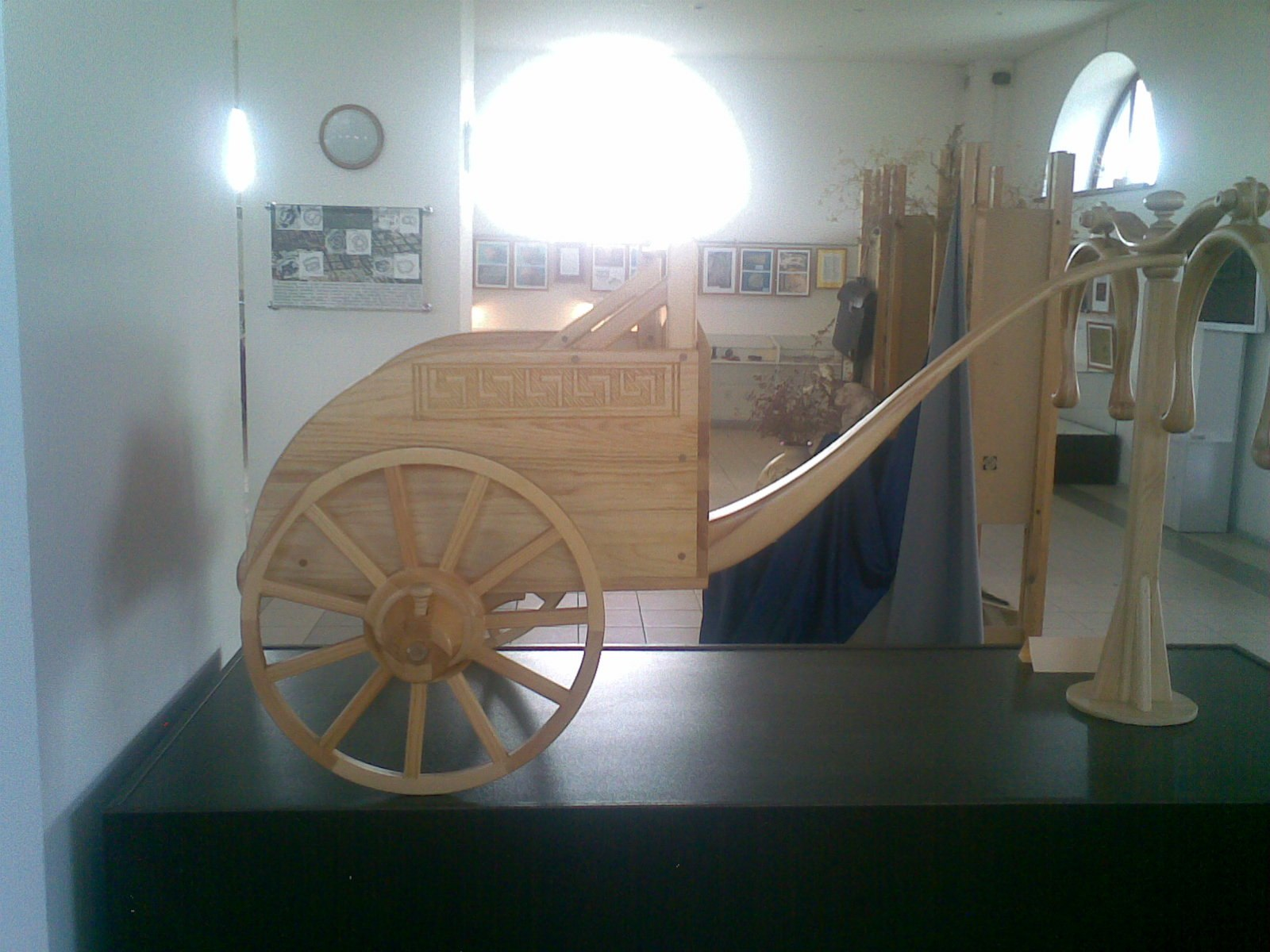
Modèle de char antique, musée d'Arkaïm

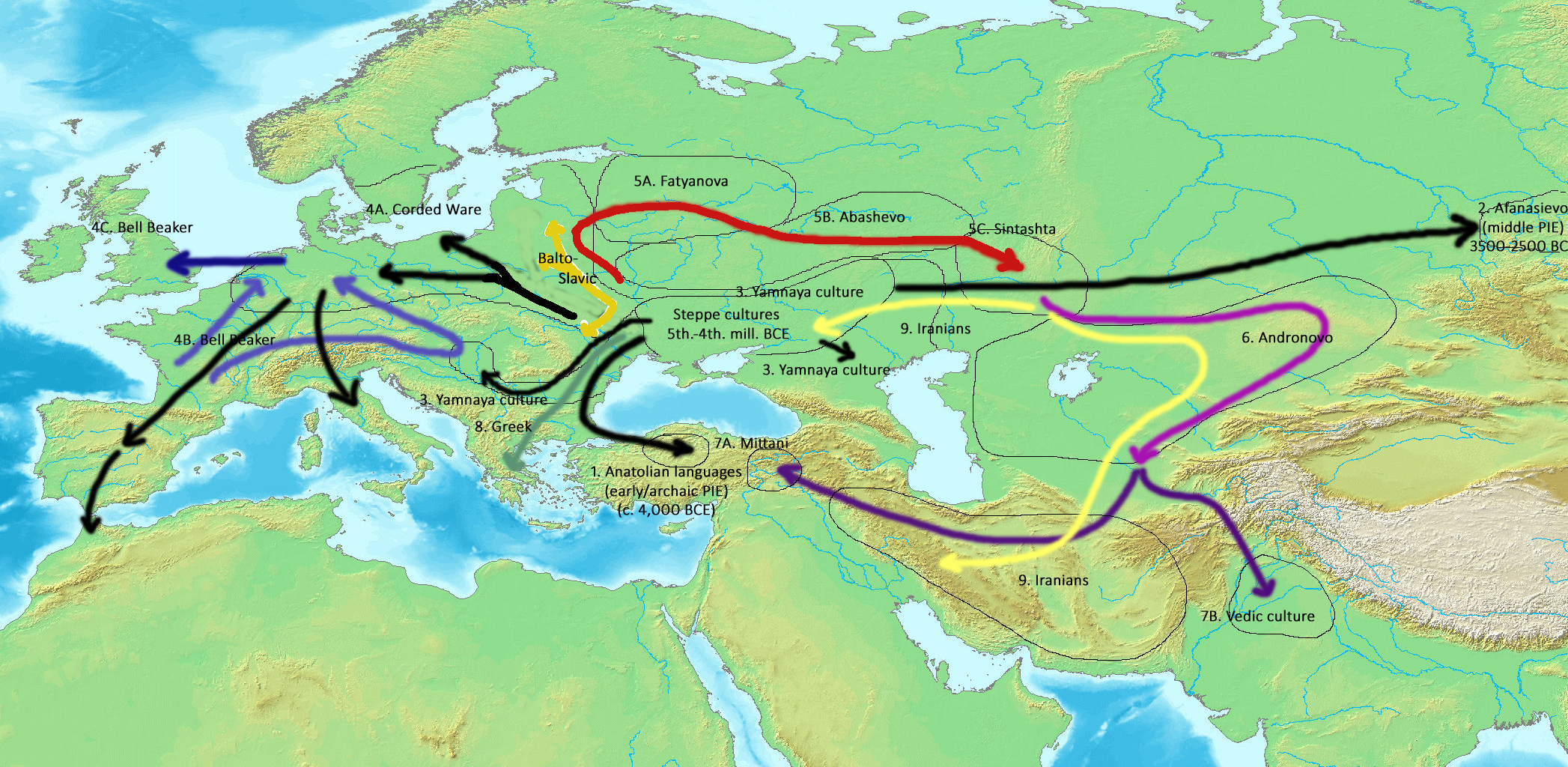
Expansion indo-européenne, selon l'hypothèse kourgane

La domestication du cheval s'effectue dès le Ve millénaire av. J.-C. par les Proto-Indo-Européens. Ceux-ci créent une culture dite des kourganes d'après la forme de leurs sépultures. Une partie d'entre eux migre durant le IVe millénaire av. J.-C. de la Russie du sud jusqu'en Sibérie méridionale, sur le cours moyen de l'Ienisseï. Ils y fondent la culture d'Afanasievo, qui subsiste durant tout le IIIe millénaire av. J.-C.. On incline à voir en eux les ancêtres des Tokhariens. Vers l'an -2000, ils s'installent dans le bassin du Tarim, autour du désert du Taklamakan. Ce territoire très aride semble avoir été à peu près vide avant leur arrivée: à part certaines îles de l'Océan Pacifique, il a été la zone la plus récemment occupée par l'homme.
À cette même époque, une culture également issue de celle des kourganes apparaît à l'est de l'Oural : celle de Sintashta (2100-1800).
Ses porteurs disposent d'une nouvelle invention, le char de guerre léger à deux roues, tiré par deux chevaux.
Ils fabriquent aussi des armes en bronze.
Ces avantages expliquent sûrement leur expansion fulgurante.
Durant le IIe millénaire av. J.-C., ils occupent une grande partie de l'Asie centrale, notamment la totalité du Kazakhstan, et de la Sibérie méridionale.
Ils pénètrent dans l'ouest du bassin du Tarim, où les Tokhariens subissent leur influence.
Ces hommes, parlant probablement une langue iranienne, sont des sédentaires vivant de l'élevage et de l'agriculture.
Ils fondent ce que l'on appelle la culture d'Andronovo.
Ils ont des contacts avec la civilisation de l'Oxus (Complexe archéologique bactro-margien, BMAC), qui occupe le sud du Turkménistan et de l'Ouzbékistan (en particulier la Bactriane) entre -2200 et -1700.
Cette civilisation semble être née de la rencontre d'hommes de Namazga avec des Indo-Européens qui parlaient un sanskrit archaïque.
À partir de -1700, une partie de ces hommes migrent vers l'Inde du Nord, où ils apportent le sanskrit, mais d'autres se déplacent vers le Moyen-Orient, où ils auraient fondé le royaume du Mittani.
De fait, c'est au Moyen-Orient que se trouvent les plus anciennes traces de la culture indienne (vocabulaire et noms de dieux).
En Inde, ces hommes s'établissent sur les décombres de la civilisation de la vallée de l'Indus, qu'ils ont sans doute contribué à détruire.
À partir de -1500, les tribus iraniennes s'installent sur le territoire de la civilisation de l'Oxus.
Les Tokhariens et les Iraniens se partagent dès lors la quasi-totalité de l'Asie centrale.
Ils ne laissent subsister qu'une seule langue non indo-européenne, le bourouchaski, replié dans les montagnes du Pakistan septentrional.
Au début du Ier millénaire av. J.-C., les Iraniens des steppes deviennent nomades et abandonnent les chars pour la cavalerie montée.
Ils sont connus sous les noms de Scythes ou de Sakas (Saces).
Une partie d'entre eux, les Sogdiens et les Bactriens, se sédentarisent et fondent des cités comme celle de Samarcande.
Le nomadisme des peuples des steppes s'explique par la prédominance accordée à l'élevage sur la culture de la terre : il n'est pas possible de faire paître les animaux toujours au même endroit, sous peine d'épuiser les pâturages.
Souvent mal compris par les sédentaires, ce mode de vie ne consiste pas à errer de façon perpétuelle, mais à effectuer un circuit annuel sur un même territoire.
Les nomades sont en général attachés à leurs terres.
Les Scythes n'hésitent pas à fuir devant leurs ennemis, quand ceux-ci sont trop forts, mais ils sont prêts à mourir pour défendre les terres où leurs ancêtres sont enterrés.

## L'Antiquité

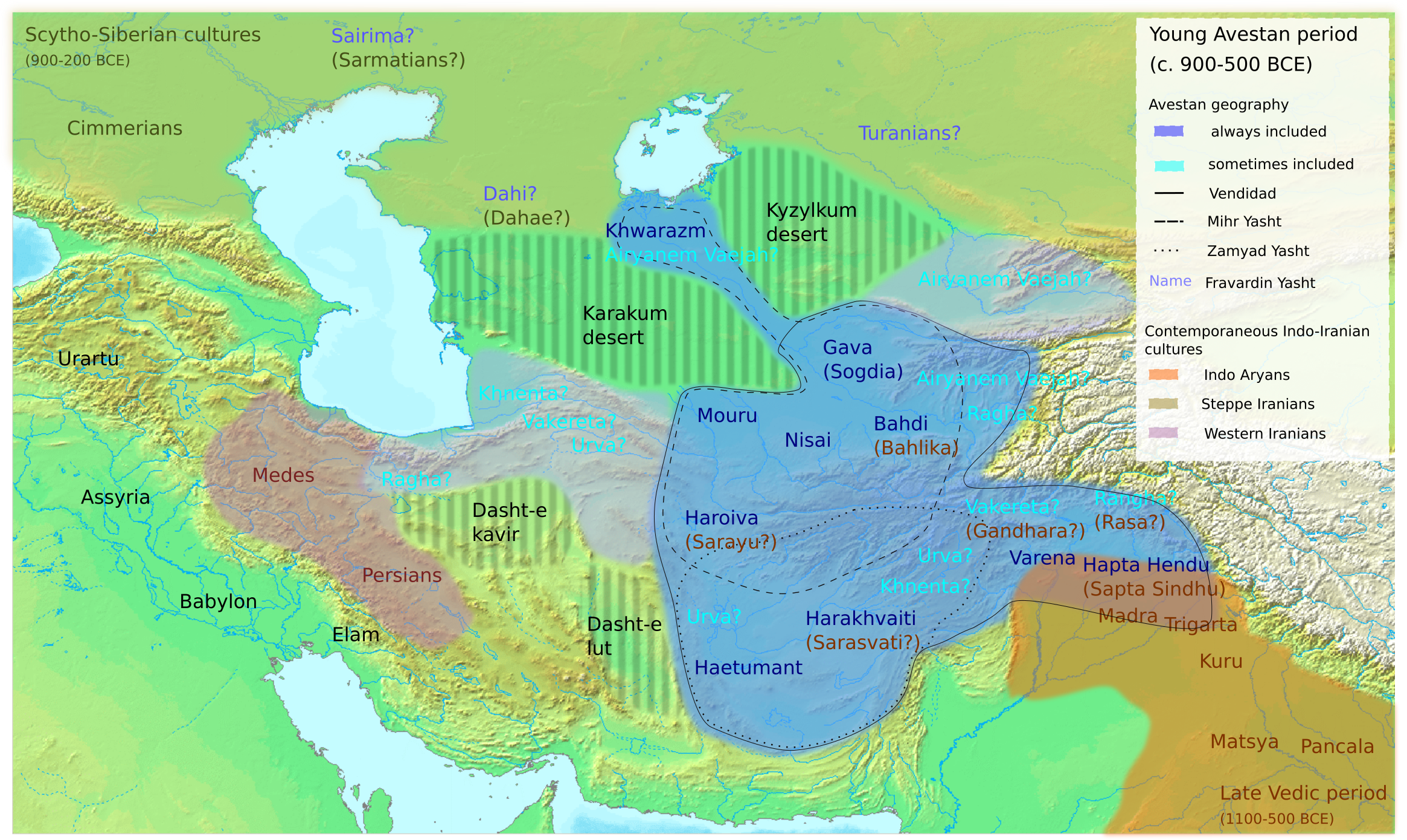
Période avestique tardive (900-500)
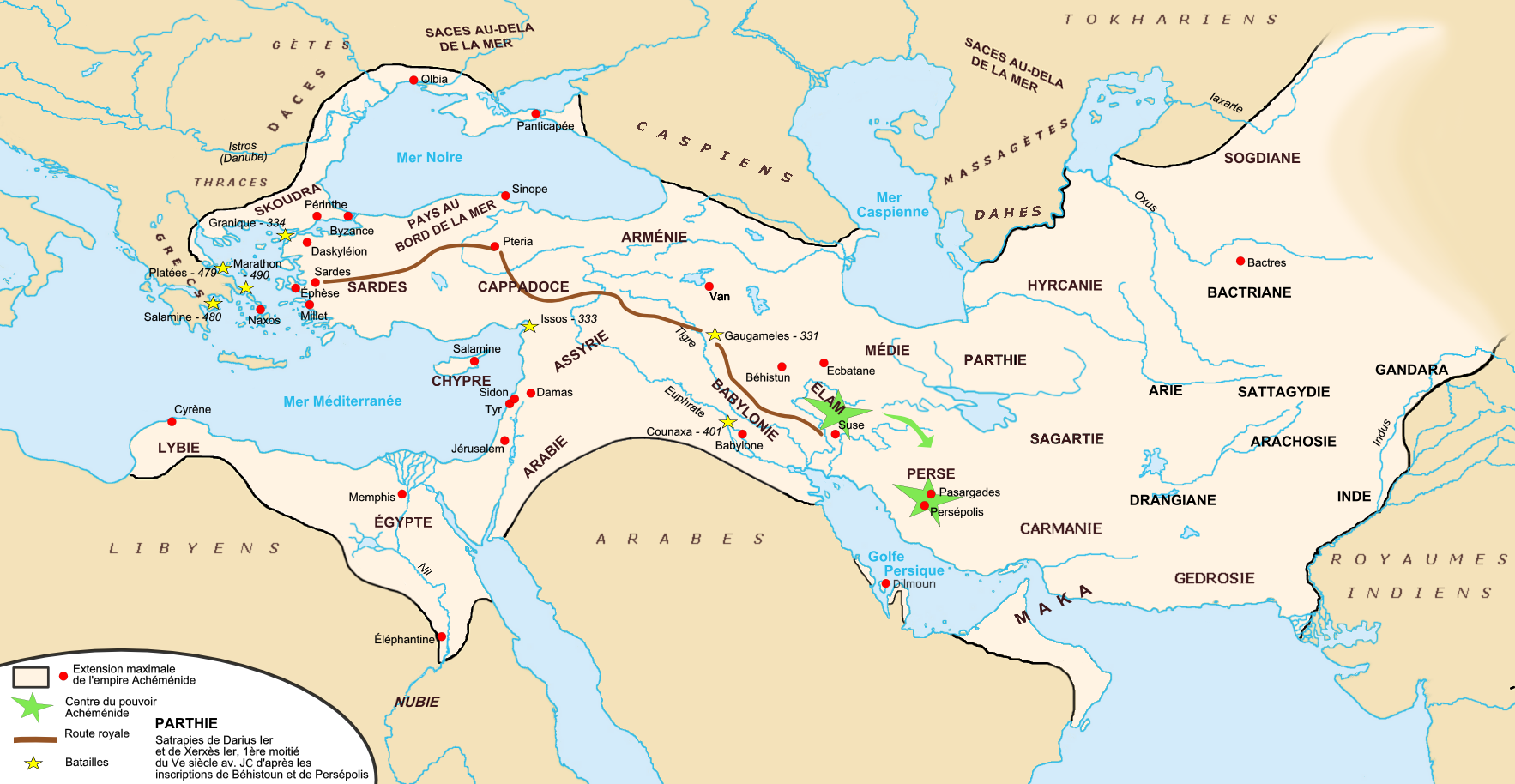
Grande région à l'époque de l'Empire achéménide (550-330)
Alexandre le Grand, vers -330
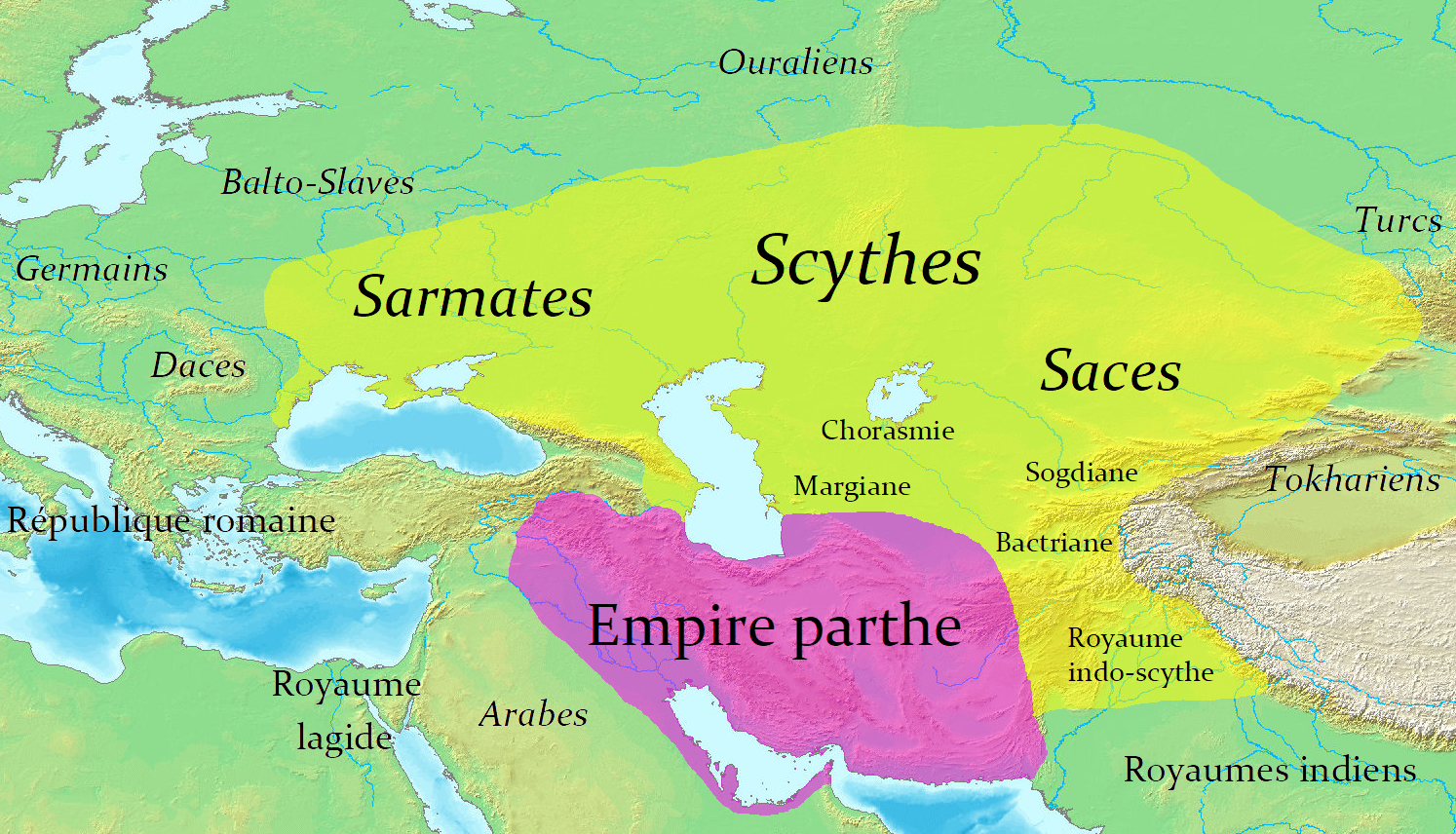
Grande région, vers 100 av JC
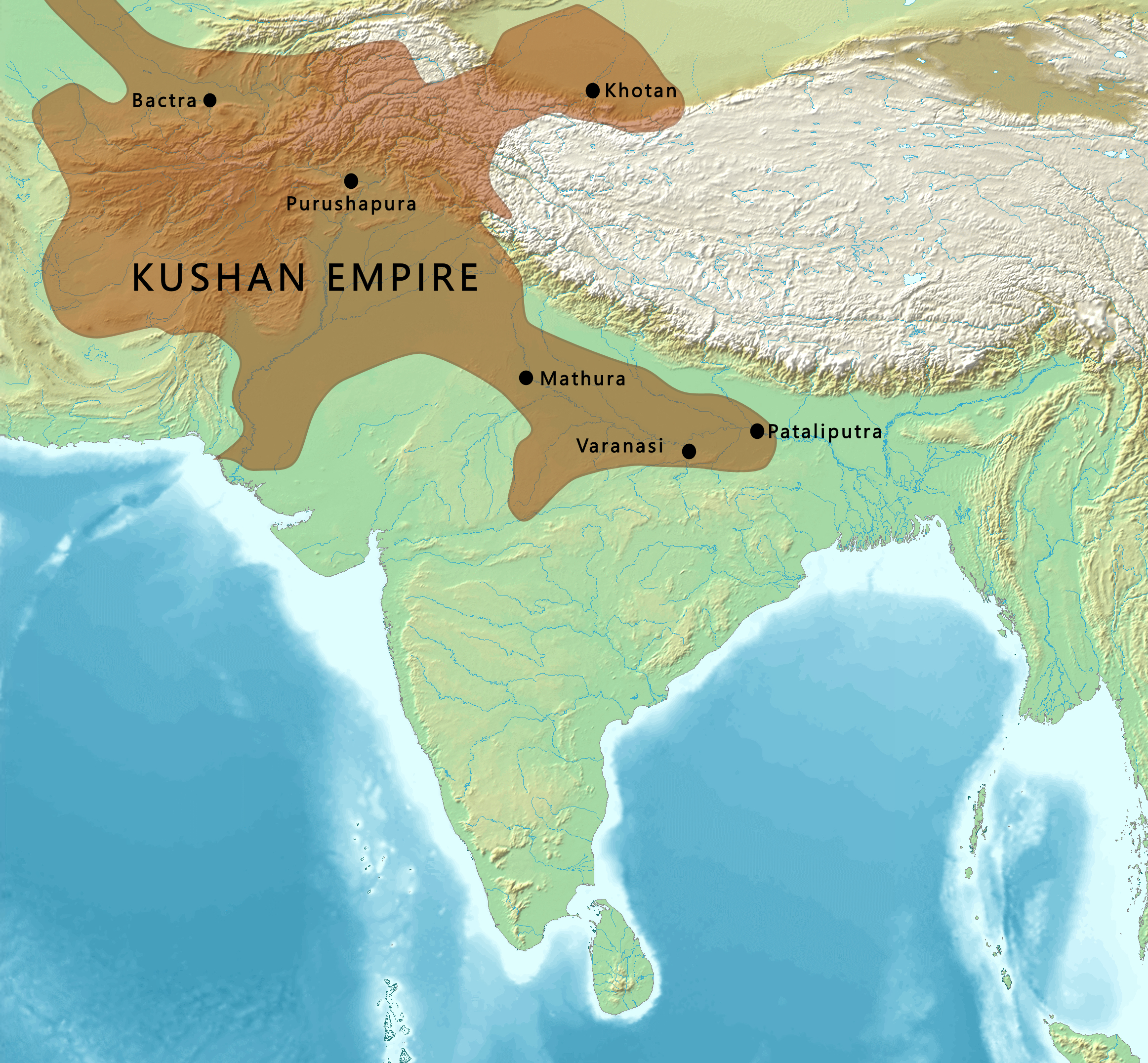
Empire kouchan (30-375)

Au VIe siècle av. J.-C. l'empire achéménide se lance à la conquête de l'Asie centrale. 
Les auteurs grecs commencent dès lors à parler de ce territoire. 
Les plus anciens témoignages se trouvent dans l'œuvre d'Hérodote. 
Les Perses prennent possession de la Bactriane et de la Sogdiane, mais ils ne peuvent soumettre qu'une partie des Saces. 
Le fondateur de l'empire achéménide, Cyrus, est tué lors d'une campagne contre les Massagètes, nomades apparentés aux Saces et aux Scythes, dirigés par la reine Tomyris.
Au IVe siècle av. J.-C., Alexandre le Grand détruit la dynastie des Achéménides et amène ainsi la civilisation hellénistique jusqu'en Bactriane en fondant la ville d'Alexandria Eschate (Ἀλεξάνδρεια Ἐσχάτη) en -329 (aujourd'hui Khodjent), sur le territoire actuel du Tadjikistan. 
Après sa mort en -323, la partie orientale des territoires conquis est récupérée par l'un de ses généraux, Séleucos, qui y fonde la dynastie hellénistique des Séleucides. 
Vers -250, la portion de l'empire séleucide correspondant à l'Asie centrale fait sécession et forma le royaume gréco-bactrien, qui s'étend vers l'Inde. 
Sous le règne de Demetrios (environ de -189 à -167), toute la vallée de l'Inde, jusqu'à la mer, est conquise. 
Ce véritable empire voit fleurir l'art gréco-bouddhique.
Le royaume gréco-bactrien est victime de la médiocrité de ses derniers souverains et d'un évènement d'une importance considérable qui se produit à l'Est de l'Asie centrale : la défaite de l'empire des Yuezhi face à celui des Xiongnu. 
Les premiers sont des nomades tokhariens, ayant fondé un vaste empire à partir de l'ouest du Gansu. 
Ils ont notamment pris le contrôle du bassin du Tarim, où d'autres Tokhariens s'étaient sédentarisés. 
Les Xiongnu ayant chassé les Yuezhi du nord de la Chine vers -165, ceux-ci migrent vers l'ouest en poussant devant eux certains peuples saces. 
Ces derniers se rendent en Bactriane, qu'ils prennent aux Grecs, et ils poursuivent leur route jusqu'en Afghanistan. 
Sous le règne de Maues (de -90 à -53), ils pénètrent en Inde. 
Une partie des Yuezhi s'installe à son tour en Bactriane, et vers -138 en Sogdiane. 
Désireux d'entrer en contact avec eux, les Chinois leur envoient l'ambassadeur Zhang Qian. 
Dès lors, ils ont une connaissance assez précise de l'Asie centrale. 
À partir du Ier siècle av. J.-C., ils s'efforcent de contrôler le bassin du Tarim et d'en chasser les Xiongnu.
Le Ier siècle de notre ère voit l'émergence d'un nouvel empire en Bactriane, celui des Kouchans. 
Les Chinois les considèrent comme des Yuezhi, mais peut-être s'agit-il en réalité de Saces (Sakas), un temps vassaux des Yuezhi. 
Leur culture est de toute évidence iranienne. 
Malgré l'importance que prend cet empire, on sait très peu de choses sur lui. 
Étant un trait d'union entre la Chine et l'Empire romain, il permet au commerce de se développer sur la route de la soie, voie de communication qui traverse la Perse, alors dominée par les Parthes.
Le bouddhisme parvient en Asie centrale depuis l'Inde à partir de -130. 
Il s'y diffuse sous le règne de l'Empereur Kanishka Ier (127 - vers 147), qui fait construire un monastère bouddhiste. 
Le bouddhisme s'installe surtout dans le bassin du Tarim. 
Le zoroastrisme reste la religion principale des peuples de langue iranienne. 
Le nestorianisme peut s'y implanter en certains endroits, ainsi que, durant la période sassanide, le manichéisme, persécuté en Iran.

## L'arrivée des Turco-Mongols
Fondamentale, la victoire des Xiongnu sur les Yuezhi l'est à plus d'un titre : elle marque le début du recul des peuples indo-européens face aux peuples turco-mongols, originaires de Sibérie. 
Désormais, la Mongolie n'appartient plus qu'à ces derniers. 
Ces peuples perpétuent toutefois le mode de vie des nomades indo-européens. 
Ce sont des cavaliers extrêmement habiles armés de puissants arcs composites. 
Tous les hommes sont des guerriers qui ont le devoir de tuer des ennemis ; mourir au combat est un idéal. 
Contrairement à ce que l'on croit parfois, leurs armées sont très disciplinées. 
Ces peuples pratiquent aussi la razzia. 
Ils attaquent les sédentaires, puis ils les laissent en paix en échange du versement d'un tribut.
Plusieurs empires apparaissent en Mongolie et dominent une partie plus ou moins grande de l'Asie centrale :
- en 155, les Xianbei succèdent aux Xiongnu. Ils ne fondent pas un État très puissant, mais à la fin de la dynastie Han en Chine, après 220, des tribus issues de leur confédération s'installent en Chine du Nord. Lorsque le pouvoir central chinois s'affaiblit à la fin de la dynastie des Jin occidentaux, certaines de ces tribus vont fonder des royaumes dans la région. C'est le cas des Tabghach, fondateurs en 432 de la dynastie des Wei du Nord. Ce phénomène peut être comparé aux grandes invasions qui ont provoqué l'effondrement de l'Empire romain d'Occident ; le royaume Tuyuhun (329–663) est dirigé par des Xianbei (avant d'être anéanti par l'Empire tibétain en 663) ;
- les Ruanruan, ou Avars de leur vrai nom, se rendent maîtres de la Mongolie en 402 ; leur chef porte le nom turco-mongol de khan ;
- au même moment, les Hephthalites, originaires de la région appelée plus tard Dzoungarie, partent à la conquête du Turkestan russe, puis de l'Inde du Nord. En Perse, les Sassanides sont confrontés à eux ;
- les Göktürks éliminent les Avars en 552, puis les Hephthalites quelques années plus tard. Ils s'emparent de tout le Turkestan occidental, s'installant jusqu'en Bactriane. C'est le premier peuple à porter le nom de « turc » ;
- ils sont remplacés en 744 par les Ouïghours, également turcs. Au contraire des peuples précédents, les Ouighours sont en bons termes avec les Chinois. Ils deviennent même les protecteurs de la dynastie Tang face à la rébellion d'An Lushan ;
- ils sont vaincus en 841 par les Kirghiz, de langue turque, et se réfugient au Gansu ainsi que dans le bassin du Tarim, où ils provoquent l'extinction des langues tokhariennes. Ils se convertissent au manichéisme puis au bouddhisme, la religion des Tokhariens.

L'époque dont il est question ici est aussi celle de la grandeur des Sogdiens, dont l'activité commerciale contribuent au développement de la route de la soie. Ils fondent des colonies jusqu'à l'est du bassin du Tarim et leur langue devient la langue véhiculaire de l'Asie centrale. Ils influencent les Ouighours, encore en Mongolie ; leur écriture sert à noter la langue turque.

## La domination sassanide

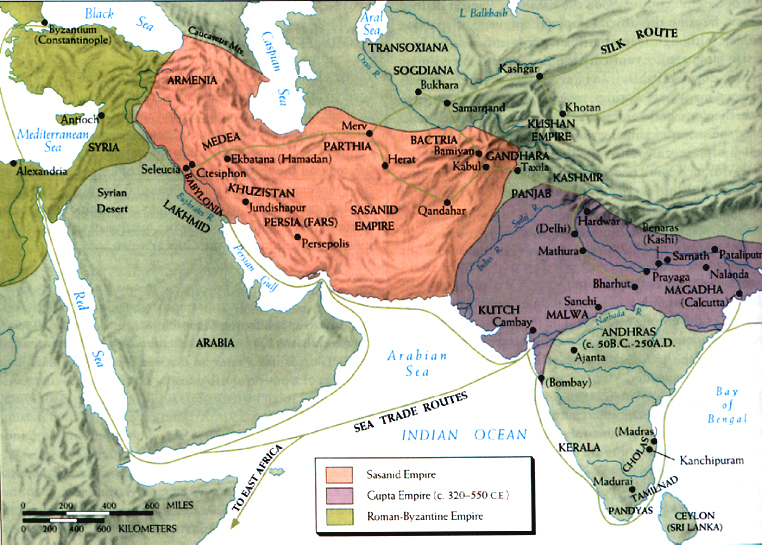
Empire sassanide et Empire gupta (320-550).

La date de la mainmise sassanide sur l'ouest de l'empire kouchan est controversée (entre 226 et 368 environ). Cette région une fois conquise, le pouvoir sassanide y installe rapidement, à titre de gouverneurs, des princes de la maison royale, connus sous le nom de kouchano-sassanides. À partir de la fin du IVe siècle, les Sassanides perdront peu à peu cette contrée et, après leur défaite de 484 face aux Hephthalites, l'Arachosie, la Margiane et le Khorassan, régions traditionnellement sassanides, échapperont même à leur contrôle pendant une quinzaine d'années. S'associant aux Türks, les Sassanides réussissent à récupérer la région située entre l'Oxus et le Sind (560), mais dès la fin du VIe siècle, la présence sassanide dans ces contrées devient plus nominale que réelle.

## L'islamisation

Khorassan et Transoxiane, vers 750.

Après avoir détruit l'empire perse des Sassanides en 651, les Arabes poursuivirent leurs conquêtes. Menés par les troupes du général Qutayba ben Muslim, gouverneur du Khorassan (nord-est de l'Iran), ils prirent Samarcande en 712. Les Chinois, qui avaient réussi, sous la dynastie Tang, à contrôler une grande partie de l'Asie centrale après la défaite des Göktürks, furent éliminés du Turkestan occidental lors de bataille de Talas en 751. De même que les Perses, les Sogdiens se convertirent progressivement à l'islam. Cette religion allait marquer profondément les peuples sédentaires de l'Asie centrale, et inversement, leur civilisation raffinée allait exercer une influence sur l'islam. Sous la dynastie des Samanides, arrivée au pouvoir vers 875, le persan supplanta les langues de Bactriane et de Sogdiane. Toujours parlé en Asie centrale, il a pris le nom de « tadjik ».
Cependant, les Turcs poursuivaient leur expansion. La confédération turco-mongole des Qarakhanides, voisins des Ouïghours du Tarim et occupant un territoire allant de Kachgar jusqu'au lac Balkhach, se convertirent en 920 à l'islam. C'était la première fois — à l'exception des Bulgares de la Volga, islamisés au début du Xe siècle — qu'un État entier, en dehors du Dar al-Islam (des terres de l'islam), se convertissait librement à l'islam, par choix et en l'absence de conquête. Par conséquent, si les Qarakhanides décidaient d'envahir l'Iran, on ne pourrait prêcher la guerre sainte contre eux. Leur souverain Bughra Khan conquit la capitale des Samanides, Boukhara, en 992.

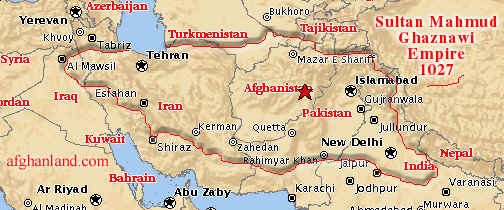
Frontières de l'empire ghaznévide en 1027.

À la même époque, un autre royaume turc musulman, sunnite, se constitua en Afghanistan, celui des Ghaznévides, fondé par Alptegîn. Son plus grand roi, Mahmoud de Ghazni, entreprit une conquête sanglante de l'Inde, jusqu'au Gange. Allié puis ennemi des Qarakhanides, il contribua à la défaite des Samanides et défit aussi le royaume ismaélien de Multan (Pakistan actuel). Mahmûd élargit ainsi l'autorité des Ghaznévides des frontières du Kurdistan jusqu'à Samarcande, et de la mer Caspienne jusqu'au Yamuna.

L'Amou-Daria et le Syr-Daria. Les Qarakhanides parviennent à contrôler cette région, tandis que les Ghaznévides contrôlent le sud (Afghanistan, etc.).

En 999, Mahmud le Ghaznévide parvient ainsi à retirer aux Samanides le contrôle de l'Amou-Daria, et s'apprête à franchir le fleuve. Les Qarakhanides le prennent alors de vitesse, envahissant alors la Sogdiane, située entre l'Amu Darya (Oxus) et le Syr-Daria. La dynastie perse des Samanides tombe alors sous l'assaut conjoint des Ghaznévides et des Karakhanides. La Sogdiane est alors « arrachée au monde iranien et passe pour toujours sous le contrôle turc. Ses habitants, que l'on nomme Tadjiks, cessent d'être les maîtres chez eux, plus encore qu'ils avaient cessé de l'être sous la domination arabe. Ils ne retrouveront jamais leur liberté. La Sogdiane restera turque et donnera un jour, vers 1500, naissance à l'Ouzbékistan. » (J.-P. Roux, 2003).
Progressivement « civilisés », les Karakhanides restent toutefois implantés dans le bassin du Tarim, notamment à Kachgar, et entreprirent d'islamiser ce territoire par la force des armes. En 1060, ils fondent une madrasa (école religieuse) à Samarcande. Yusuf Hass Hadjib de Balasagun (Kirghizistan actuel) écrit la première œuvre musulmane en langue turque, le Kutadgu Bilig, « La Science qui apporte le bonheur » (1067-1070), un ouvrage « médiocre » selon l'historien Jean-Paul Roux, mais qui « imposa le turc comme troisième langue du monde islamique après l'arabe et le persan , et le sauva peut-être de la complète iranisation en cours tant chez les Ghaznévides que chez les Seldjoukides. » À la même époque, Mahmoud de Kachgar publie en arabe un dictionnaire de la langue turque, tandis qu'au XIIe siècle, un mystique populaire, Ahmed Yasavi, chante l'amour de Dieu dans une langue simple, jouant ainsi un « rôle plus important encore qu'Yusuf Hass Hadjib, qui ne s'adressait qu'à l'élite savante », en permettant « aux humbles de s'insérer dans le monde musulman sans s'arabiser ni s'iraniser ».

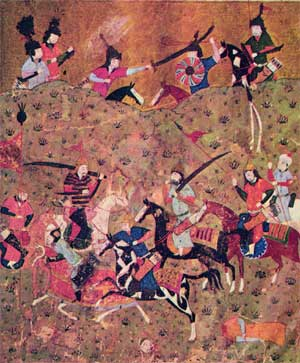
Bataille de Dandanakan (1040), qui marque la victoire des Seldjoukides contre les Ghaznévides.

L'empire ghaznévide est progressivement éclipsé par les Seldjoukides turcs, issus des tribus Oghouzes (ou Turkmènes), qui nomadisaient vers l'an 800 dans les steppes du Kazakhstan. Vers 950, une de ces tribus, celle des Kinik, s'installa sur le cours du Syr-Daria à l'initiative de son chef Seldjouk. Ses descendants, les Seldjoukides, se convertirent à l'islam, mais de manière assez superficielle car ils restèrent en partie chamanistes. Leur chef Tuğrul Ier Bey jeta les bases de leur futur empire en renversant les Ghaznévides en mai 1040, lors de la bataille de Dandanakan. Il conquit Ispahan en 1051 et décida d'en faire sa capitale. La Perse tout entière tomba sous la domination, et en 1055, il entra à Bagdad. Trois ans plus tard, le calife lui donna le titre de « roi d'Orient et d'Occident ». À partir de 1064, les Seldjoukides se substituèrent aux Qarakhanides en Sogdiane. Par ses conquêtes, Tuğrul permit aux tribus oghouzes de s'installer en Anatolie et en Azerbaïdjan, où le turc allait remplacer les langues locales. La Perse, en revanche, ne fut pas turquisée. Sédentarisés et défenseurs de la civilisation iranienne, les Seldjoukides furent confrontés à leurs propres frères restés nomades. Ils les utilisèrent comme auxiliaires ou durent lutter contre eux.
En 1137, dirigés par Yelü Dashi, qui se proclame alors Kür-Khan (souverain de l'univers), les Mongols khitan, expulsés de Chine, conquièrent la vallée de Ferghana, menaçant ainsi la Sogdiane, ce qui pousse les Seldjoukides à défendre cette terre musulmane. Les troupes du souverain seldjoukide Ahmad Sanjar sont battus en 1141 à Qatwan (en), près de Samarcande. La même année les Kara-Khitaï envahissent le Khwarezm, dont le Shah Atsiz, de la dynastie des Khwârazm-Shahs (Xe-XIe siècle) doit se reconnaître tributaire. Ayant infligé une défaite décisive à l'expansion de l'islam, l’empire Kara Khitaï (ou des Khitans noirs) s’étend alors de Hami à la mer d'Aral et à Khodjent, sa suzeraineté va du haut Ienisseï à l’Amou-Daria, ce qui ne manque pas d'inquiéter les États musulmans voisins.
En Occident, cette défaite des troupes islamisées impressionnent, et on fantasme alors sur la nature de ces nomades, qui ne peuvent qu'être chrétiens selon les Européens, donnant ainsi probablement naissance au mythe du prêtre Jean. Les Khitans mettent fin à la domination des Karakhanides sur la Sogdiane.

## Expansion de l'empire mongol (1200-1400): Gengis Khan, Tamerlan, Timourides, Chaybanides

Expansion de l'empire mongol de Gengis Khan

Années mongoles 1207-1227

Mais sous le règne de Ye-liu Tche-lou-kou (Yēlǜ Zhílǔgǔ ; 1178 à 1211), l’empire Kara-Khitans entre en conflit avec ses vassaux, les Khwârazm-Shahs. Cette guerre cause la perte des deux empires au profit de l'empire mongol de Gengis Khan (1155-1227), qui comprend toute l'Asie centrale, la Chine, ainsi qu'une grande part de la Russie et du Moyen-Orient. La capitale des Khwârazm-Shahs, Ourguentch (proche du nord de l'actuel Turkménistan), est dévastée par Gengis Khan puis abandonnée.
En 1260, l'empire mongol est partagé entre les quatre fils de Gengis Khan, avec, pour l'Asie centrale, les Ilkhans (en turc litt. Premiers Khans) en Perse et le Khanat de Djaghataï à l'est. Au nord-ouest de ce dernier s'étend le territoire d'un troisième khan, celui de la Horde d'or, qui envahit la Russie et l'Europe orientale. Le quatrième khan s'étend en Chine et en Mongolie, donnant lieu à la dynastie Yuan. Frontalier du Khanat de Djaghataï, le Khanat ilkhan, qui passe sous l'influence de l'islam, parvient à contrôler une zone couvrant l'équivalent des territoires modernes de l'Iran, de la majorité de l'Irak, de l'Afghanistan, du Turkménistan, de l'Arménie, de l'Azerbaïdjan, de la Géorgie, de la Turquie, et l'ouest du Pakistan.
En 1334, le khan djaghataïde Tarmachirin se convertit à l'islam, et le khan éclata alors entre la Transoxiane musulmane (nouveau nom de la Sogdiane) et le Mogholistan bouddhiste.
Vers 1358, Tamerlan, fils du chef des tribus mongoles barlas et converti à l'islam, guerroie en Transoxiane pour le compte du Khan djaghataïde. Avec un millier de cavaliers, il envahit le Khorassan (nord-est de l'Iran). Après la mort de son beau-frère, en 1369, Tamerlan, proclamé souverain à Balkh (Afghanistan actuel), monte sur le trône à Samarcande. Il soutient Tokhtamych qui prend Moscou en 1382, puis se bat contre le dirigeant de la Horde d'or et de l'est du Coumans (Kiptchak). En 1383, Tamerlan s'empare d'Hérat, en Perse (en Afghanistan actuel), ville qui, après la mort d'Abu Said (1335), souverain ilkhanide, n'était plus contrôlée par aucun pouvoir.
La mort d'Abu Said affaiblit en effet durablement le khan ilkhan, qui est divisé en plusieurs zones rivales. Bagdad passe sous le contrôle des Djalayirides, dynastie musulmane d'une tribu mongole associée à Hülegü, petit-fils de Gengis Khan et fondateur de la dynastie des Ilkhans mongols de Perse.
Pendant 30 ans, Tamerlan part en conquêtes, annexant Bagdad en 1401. Tamerlan s'empare aussi de la ville sainte de Kerbala, au sud-ouest de Baghdad, et du Kurdistan. En 1402, il envahit l'Anatolie et défit le sultan ottoman Bayezid Ier lors de la bataille d'Ankara.
Pendant un siècle, l'empire de Tamerlan est gouverné par ses descendants, les Timourides. Ceux-ci initient la « Renaissance timouride », avec pour centre Hérat et Samarcande.
En 1507, l'empire timouride tombe aux mains des Ouzbeks, de la dynastie des Chaybanides, descendants de Gengis Khan. Leur chef, Mohammad Chaybani, constitue un vaste empire ouzbek qui s'étend sur les villes de Hérat, Merv, et Machhad dans l'est du Khorassan; sur Boukhara, Samarcande et Tachkent en Transoxiane ; sur Khiva et Ourguentch au Khwarezm.
Mécène, protecteur des arts et poète capable de composer en turc et en persan, Muhammad Shaybânî et ses successeurs font construire des madrasas, développent les waqfs (fondations pieuses) et s'entourent d'intellectuels religieux, oulémas et soufis. À la différence de ses prédécesseurs khans de la Horde d'or, Muhammad crée un État fondé sur les règles du sunnisme hanéfite, contrastant avec le chiisme duodécimain des Séfévides d'Iran, qui règnent depuis 1501 sur les territoires auparavant dominés par les tribus turcophones Aq Qoyunlu.
Mais en 1510, l'armée de Muhammad Shaybânî est battue à Merv par le shah séfévide Ismail Ier et il est tué au combat. Les Chaybanides se maintiennent toutefois encore pendant presque un siècle dans la région face aux Séfévides.

Khanat de Djaghataï, l'une des quatre parties de l'empire mongol, fin XIIIe siècle
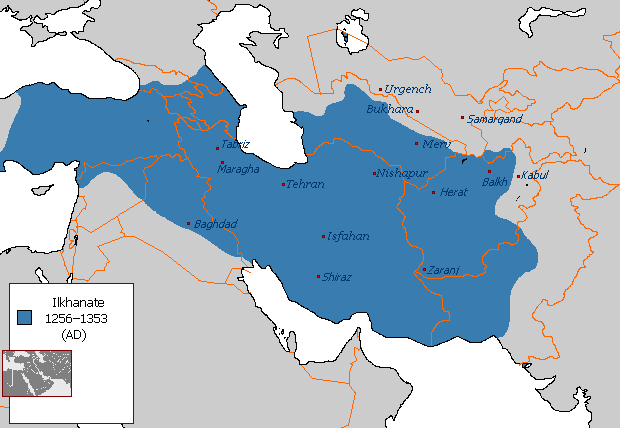
Extension maximale des Ilkhans, l'un des quatre khan issu de l'Empire mongol (1256-1353)
Extension du khan dirigé par la Horde d'or
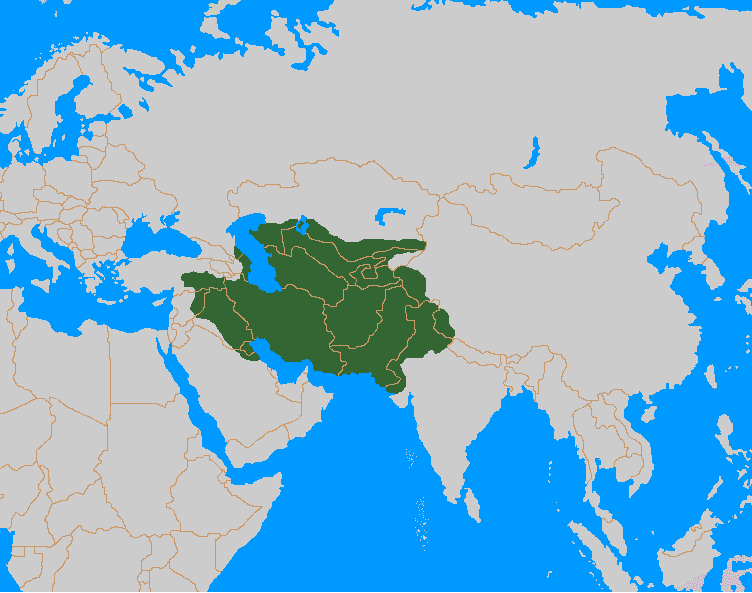
L'empire de Tamerlan (1365-1405)
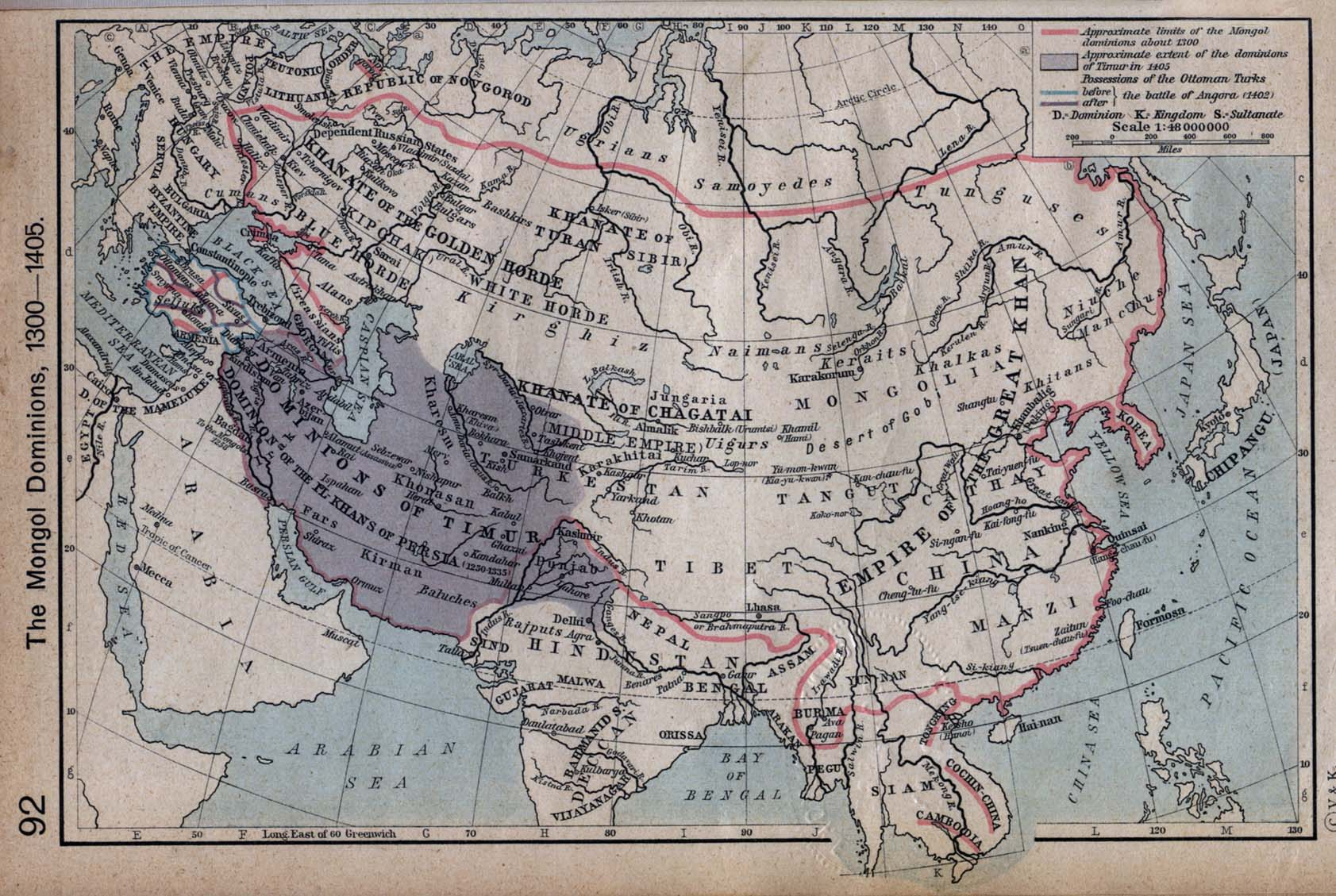
Empire timouride, gouverné par les descendants de Tamerlan, en 1405

## Influences étrangères (1500-1700)

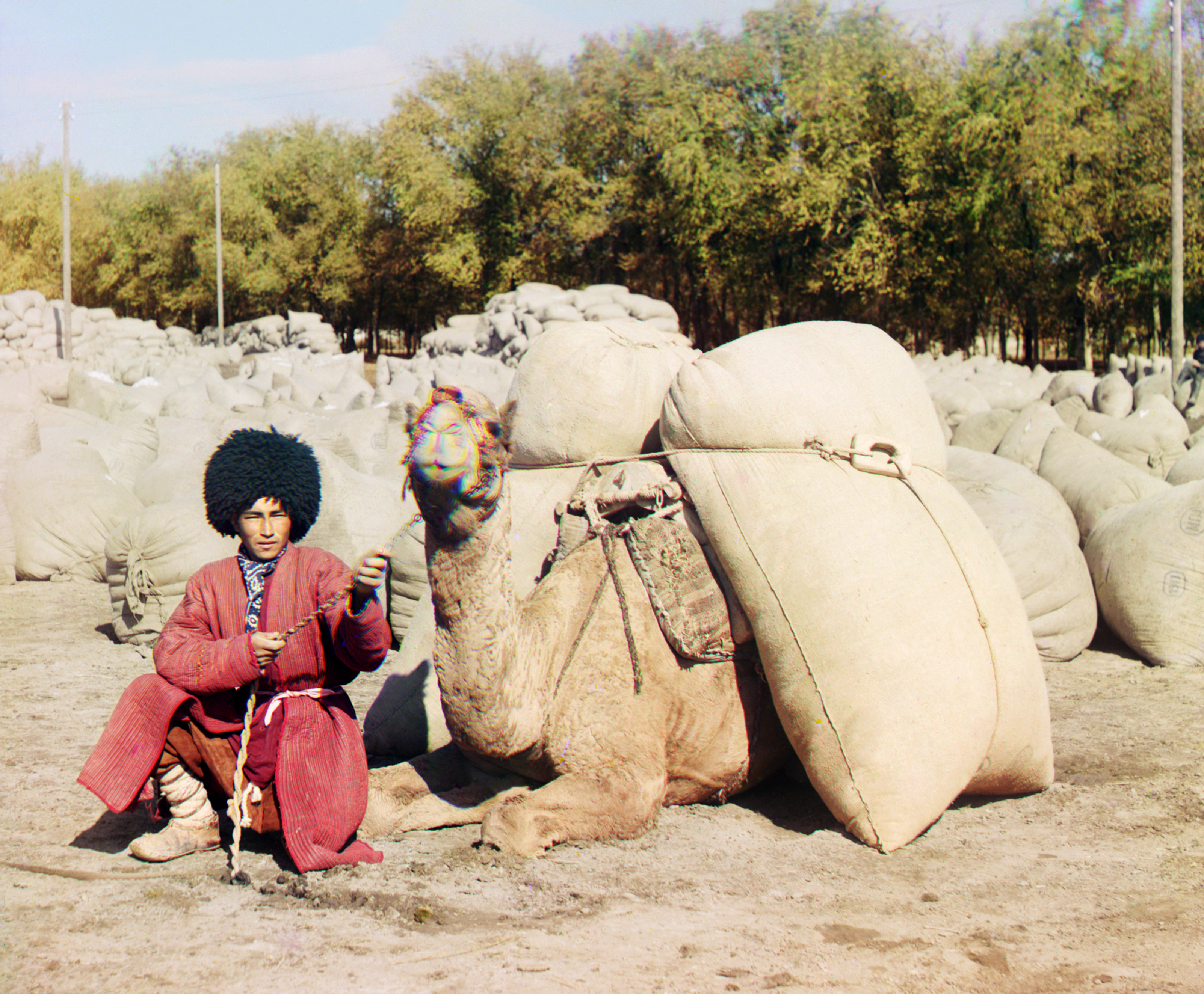
Un Turkmène en tenue traditionnelle, vers 1905-1915.

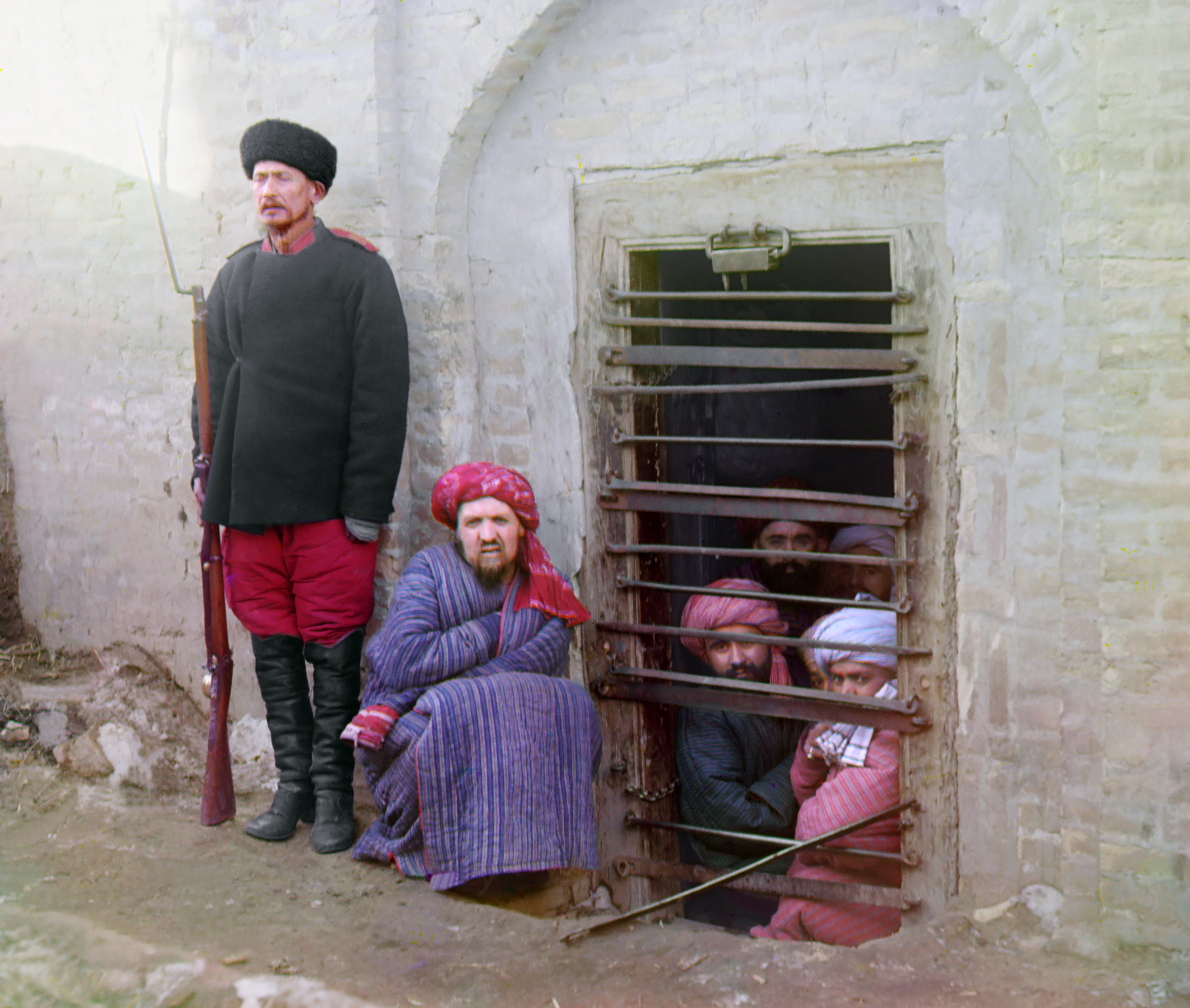
Prisonniers dans un zindan, une prison traditionnelle en Asie centrale, protectorat de Boukhara v. 1910

Le style de vie nomade qui était resté pratiquement inchangé depuis 500 av. J.-C. commence à disparaître après 1500. Plusieurs raisons expliquent ce bouleversement. Tout d'abord l'économie mondiale subit un important changement entre le XIVe et le XVe siècle avec l'apparition du commerce maritime. Les routes commerciales océaniques sont découvertes par les Européens, elles vont supplanter la route de la soie, affaiblissant les états musulmans d'Asie Centrale. De plus le chaos qui suit la fin des Mongols rend cette route peu sûre.
L'autre grand changement est l'apparition des armes à feu, qui va changer le rapport de force entre les nomades et les sédentaires. La fabrication de ces armes nécessite des sociétés organisées, petit à petit les empires périphériques conquièrent la steppe.
Le dernier empire de la steppe est celui des Dzoungars qui envahissent le Turkestan et la Mongolie. Cependant, signe des temps, ils sont incapables d'attaquer les forces manchoues, et sont même défait par elles. Durant le XVIIIe siècle, les empereurs manchous (Qianlong), originaires eux aussi de la steppe, font campagne vers l'ouest et la Mongolie, prenant le contrôle du Xinjiang en 1758. Une grande part de la Mongolie est conquise formant la province de Mongolie-Intérieure.
De son côté la Perse commence sont expansion vers le nord avec le règne de Nader Chah qui étend la domination perse jusqu'aux rives de l'Amou-Daria. Après sa mort néanmoins, l'empire perse s'affaiblit et tombe sous la coupe des Britanniques et des Russes.
Les Russes de leur côté s'étendent vers le sud, la première étape étant la fondation de la forteresse d'Orenbourg, aux portes de la steppe kazakhe. La lente conquête de l'Asie centrale démarre au début du XIXe siècle et se poursuivra sur tout le siècle. Jusqu'aux années 1870, l'impact de cette conquête sur le mode de vie reste faible. Cela change néanmoins avec la conquête du Turkestan et l'arrivée massive de paysans venus s'installer dans la steppe.

## Contrôle de l'Asie centrale par les puissances étrangères (1800-1900)

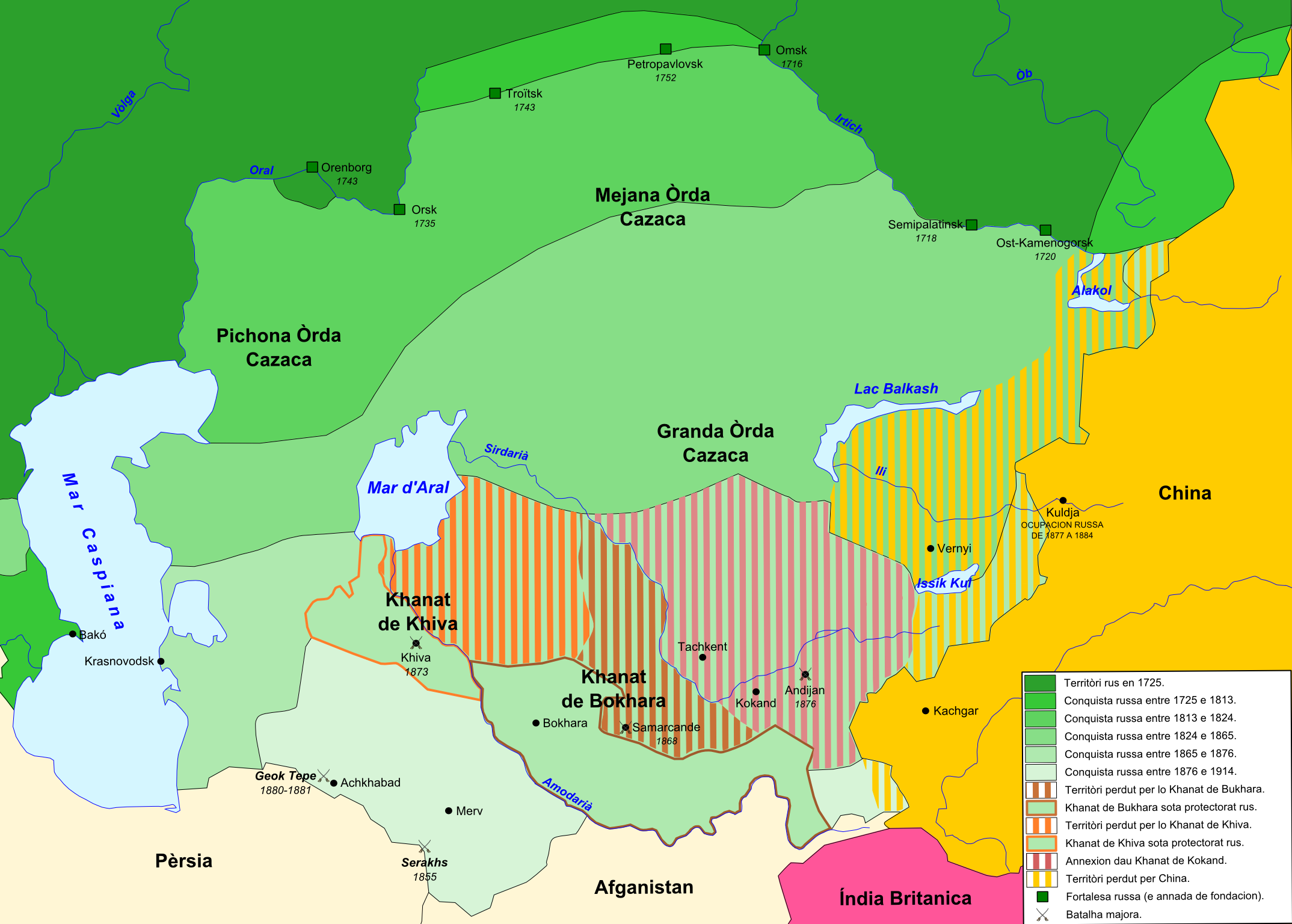
Expansion russe au Turkestan (1725-1914)

### Les campagnes russes et le Grand Jeu géostratégique
Les Russes apparaissent dans la région à la fin du XIXe siècle, après une victoire fulgurante des troupes du général Mikhaïl Tcherniaïev à Chymkent (actuel Kazakhstan) en 1884. Ils soumettent d'abord les tribus nomades de Kazakhs, puis les khanats (États sur lesquels règne un khan) de Boukhara et de Khiva, et ensuite l'est de l'actuel Ouzbékistan, incluant Tachkent (1865). Les territoires conquis sont regroupés dans un ensemble administratif appelé Gouvernement général du Turkestan. En 1867 Tachkent en devient la capitale.
Les forces russes ne rencontrent que peu de résistance de la part des armées des khanats. Il y a bien quelques leaders qui tentent de s'interposer, comme le Kokandien Alimqul (en) (1833-1865) qui est tué près de Chymkent, mais l'opposition principale est celle des Britanniques, qui s'inquiètent pour les frontières nord de leur Empire des Indes.
Les autorités tsaristes ont favorisé la culture du coton au Turkestan en lieu et place des cultures extensives traditionnelles. Sa production et sa distribution furent contrôlées par les Russes, ce qui entraîna d’importants conflits entre la population locale et les colons. Dans le domaine linguistique, la Russie adopta diverses mesures visant à propager le russe dans les territoires conquis en Asie centrale.
Cependant, ces annexions russes permettent l'instauration de relations socio-culturelles nouvelles, d'échanges commerciaux intenses entre les négociants russes et les marchands ouzbeks, ainsi qu'un développement de l'éducation, des industries et des chemins de fer, ce qui donne une forte impulsion au développement socio-économique de la région.
À partir du milieu du XIXe siècle la Russie et la Grande-Bretagne entrent en rivalité à cause de la proximité de l'Empire des Indes.

### Dans la culture et dans l'art
- Vassili Verechtchaguine (1842-1904), Série du Turkestan (1871-1873)

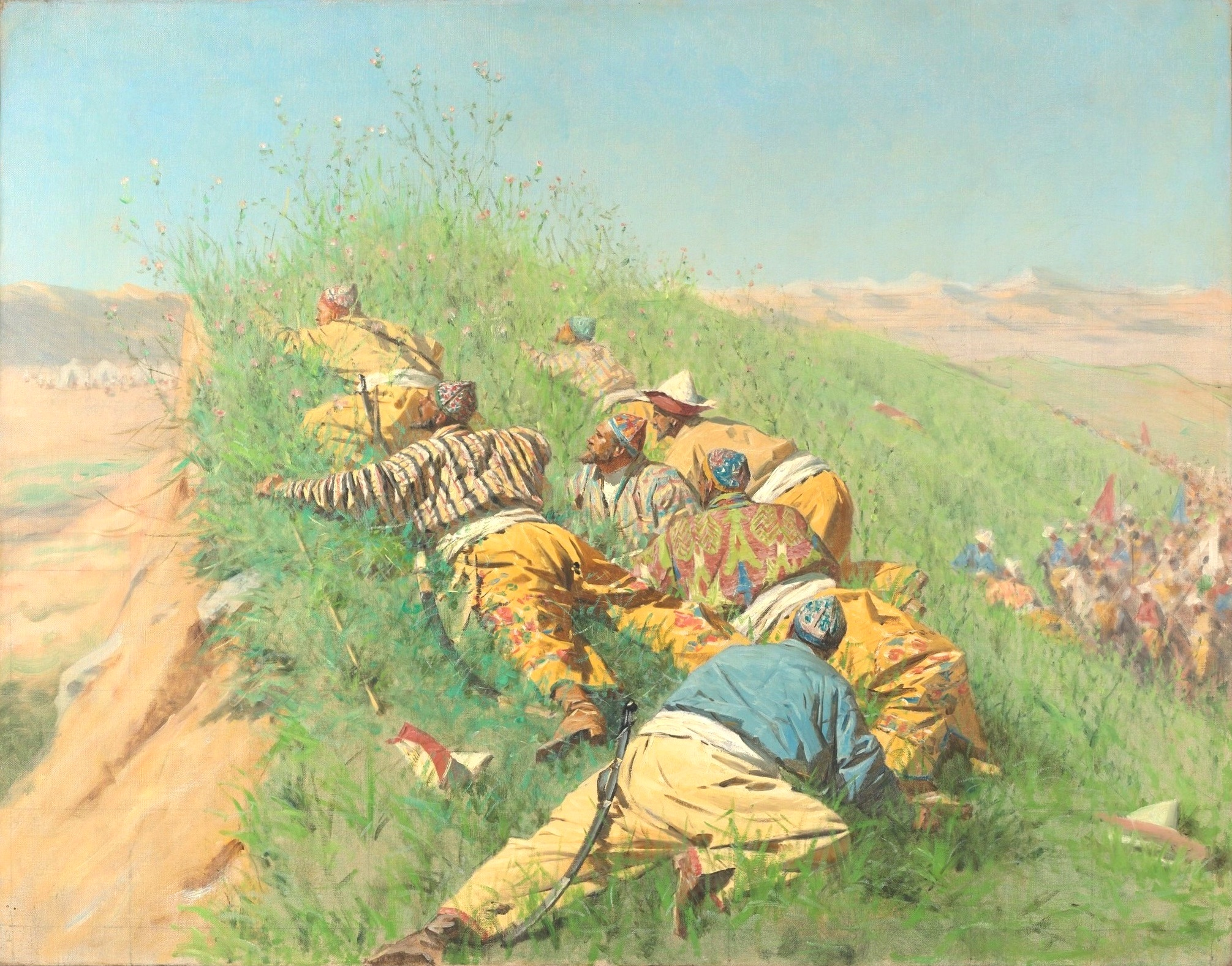
Repérages
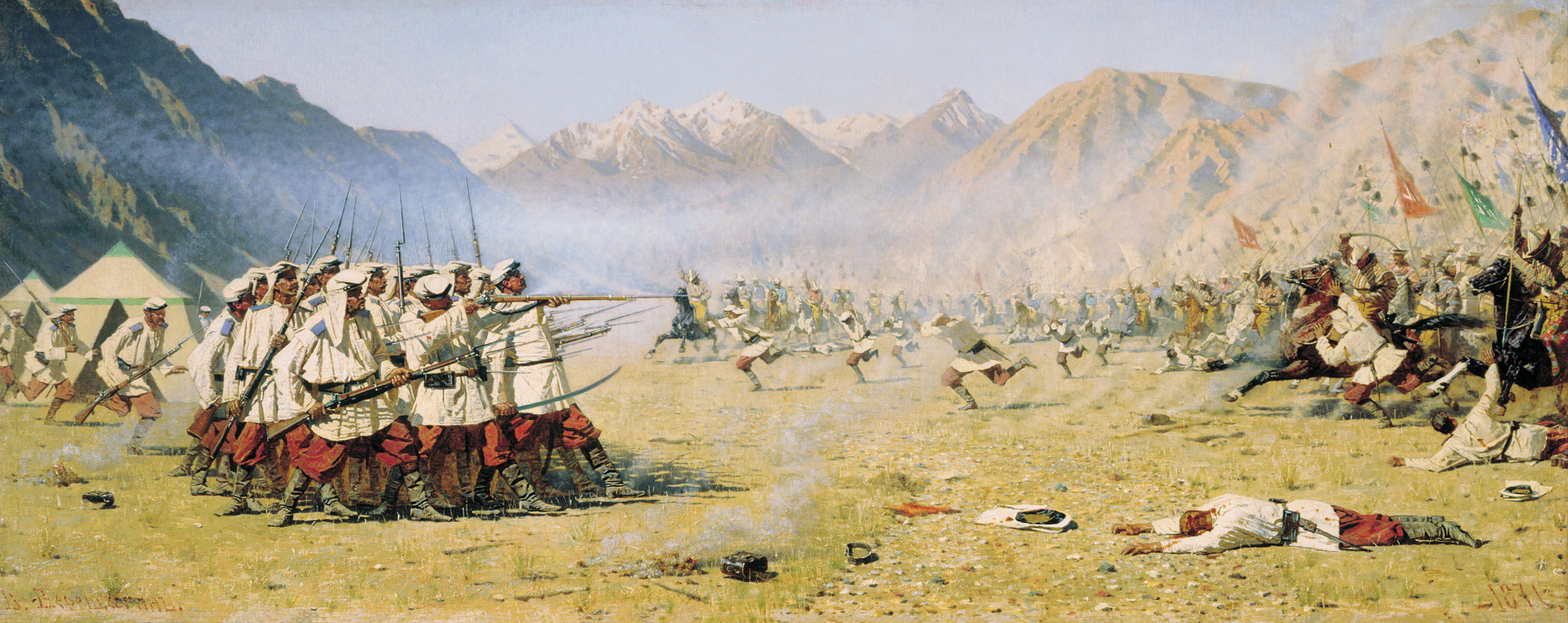
L'Attaque surprise, 1871
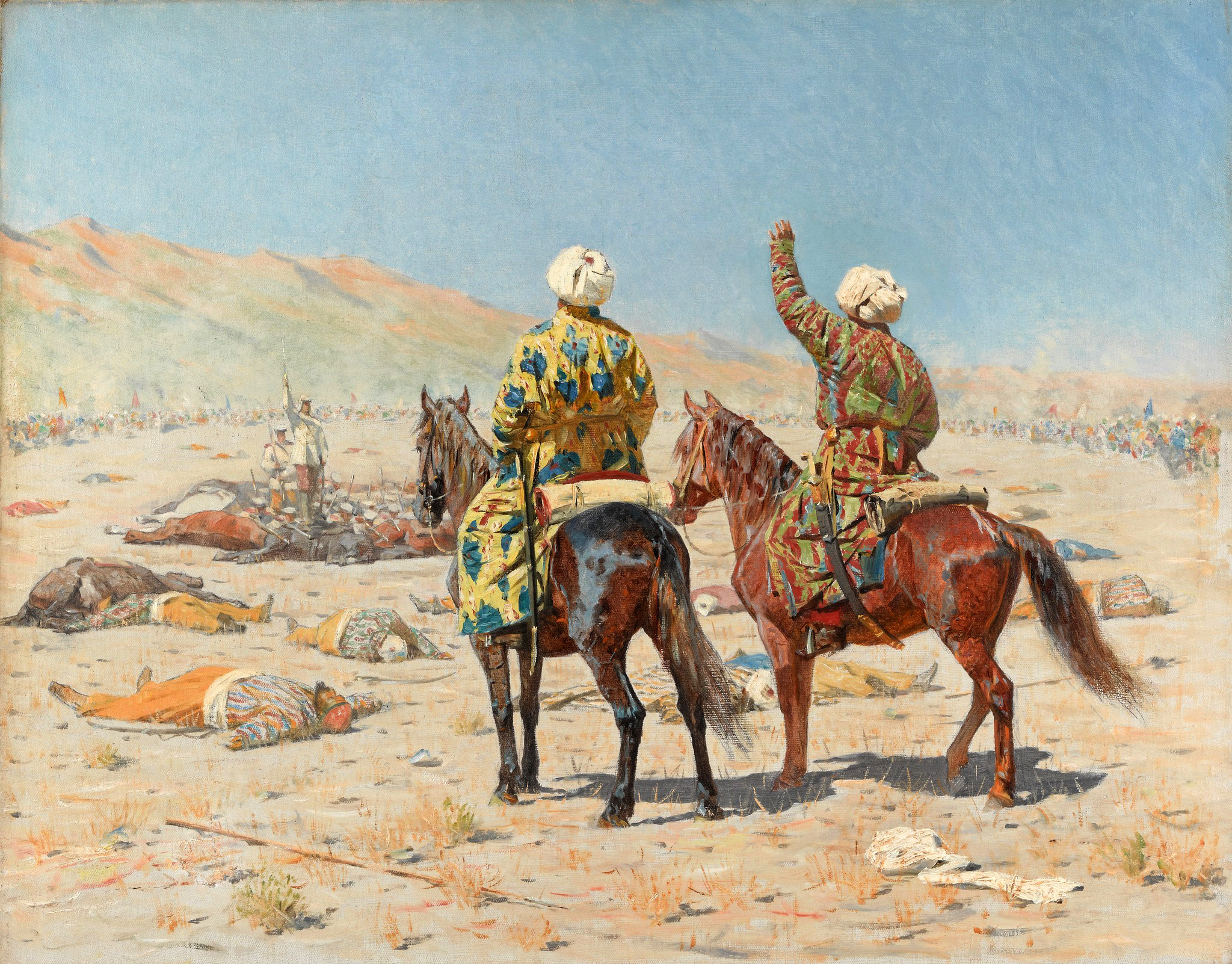
Pause pendant un combat, 1873
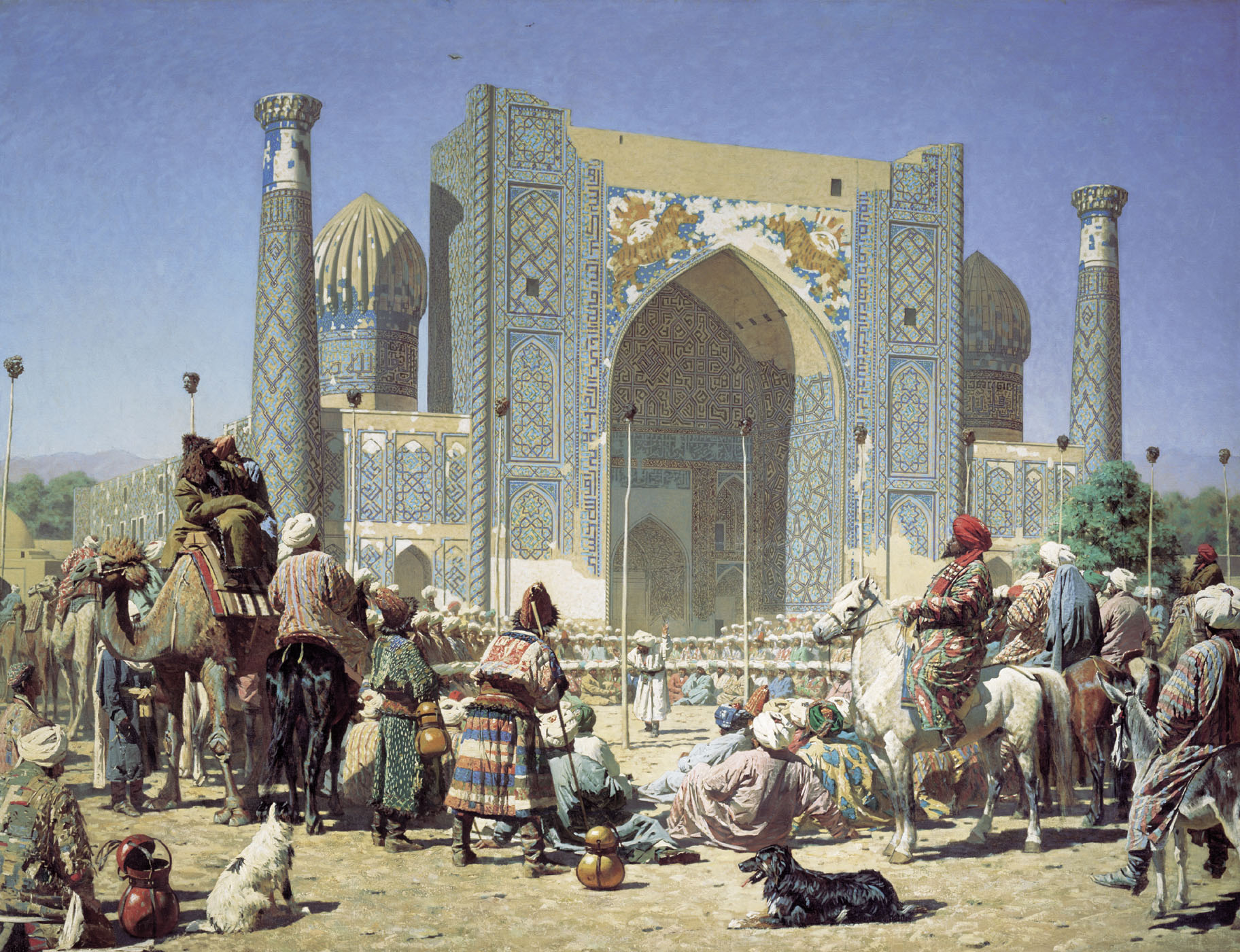
Leur victoire, 1872
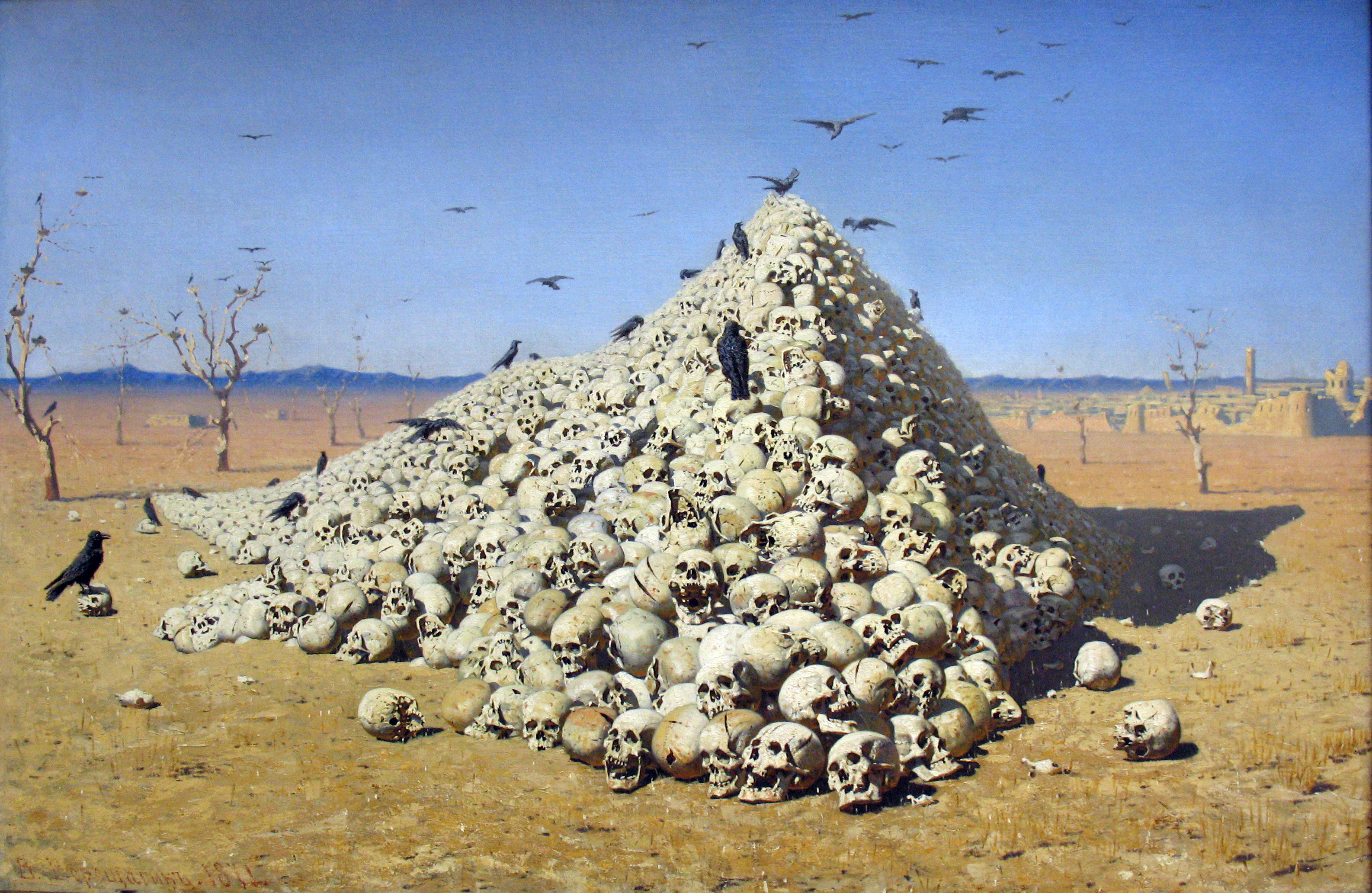
Apothéose de la guerre, 1871

### Chronologie des événements principaux dès leXVIIIesiècle
- 1735-1737 : construction d’une forteresse à Orenbourg et à Astrakhan, qui servent de point de transition pour les marchands entre la Russie et l’Asie.
- 1740-1742 : les Kazakhs acceptent la protection des Russes afin de se libérer de l’emprise de Boukhara, Khiva et Kokand, les trois états qui se départagent l’Asie centrale au XVIIIe siècle.
- 1765-1826 : la Russie s’occupe plutôt de ses territoires en Europe, qui augmentent fortement avec l’annexion de la Crimée (1783) et du Caucase (1813), et avec les traités signés avec l’Empire ottoman (1774), la Perse (1826)… Elle décide alors de partir à la conquête des terres kazakhes et abolit les hordes qui y sont installées (Petite et Moyenne en 1824, plus tard la Grande en 1842).
- 1837-1839 : les Kazakhs se rebellent contre l’Empire sous le règne de Kenesary Kasimov (1802-47) afin de rétablir le khanat.
- 1847-1855 : construction de plusieurs forteresses semblables à celle construite à Orenbourg, qui formeront la ligne du Sir Daria (Aralsk en 1847, Alma Ata en 1854…). Les Russes commencent à conquérir les états ouzbeks de Boukhara, Kokand et Khiva en 1853, elle sera enfin conquise en 1873. La Russie perd la guerre de Crimée mais la totalité des terres kazakhes sont maintenant sous sa domination (1855).
- 1865-1868 : prise de Tachkent par l’État russe le 17 juin 1865. Une année plus tard, les Russes prennent Khodjand, la capitale du khanat de Kokand. Le 11 juillet 1867, on crée un gouvernement général pour le Turkestan.

Un peu moins d’une année plus tard, le 14 mai 1868, prise de Samarcande, Ouzbékistan
- 1873-1876 : on impose le protectorat au khanat de Khiva et Boukhara en 1873. La Russie annexe le khanat de Kokand, le 19 février 1876.
- 1881 : les Russes commencent la construction du chemin de fer, la Transcaspienne.
- 1884-1888 : détermination de la frontière entre l’Afghanistan et le Turkestan par les Anglais et les Russes.
- 1890-1892 : immigration en masse des Russes et des Ukrainiens pour s’installer aux steppes kazakhs.
- 1895 : fin de l’expansion militaire russe dans le Pamir.
- 1906 : fin de la construction de la Transcaspienne, reliant l’Asie centrale à l’Europe.
- 1914-1917 : Première Guerre mondiale.
- 1917 : révolution bolchevique. Création de l’Union soviétique.

### Exploration russe
Parmi les scientifiques russes, qui ont exploré la région, étudié, cartographié :
- Alexander Bekovich-Cherkassky (en) (?-1717)
- Eduard Friedrich von Eversmann (1794-1860)
- Alexeï Fedtchenko (1844-1873)
- Bronislav Grombtchevsky (1855-1926)
- Grigori Groum-Grjimaïlo (1860-1936)
- Piotr Kouzmitch Kozlov (1863-1935)
- Ivan Mushketov (en) (1850-1902)
- Nikolaï Prjevalski (1839-1888)
- Nikolaï Severtsov (1827-1885).

## Domination russe, soviétique, chinoise (1900-2000)
Les Bolcheviks qui prennent le pouvoir en Russie à la suite de la révolution d'Octobre 1917 rencontrent une résistance féroce des nationalistes (basmatchis) en Asie centrale. Une fois la résistance réprimée, les communistes cherchent des alliés parmi les musulmans progressistes car ils se rendent rapidement compte qu'une répression impitoyable risque de jeter les musulmans du Turkestan dans les bras des russes blancs. L'un d'entre eux, l'ouzbek Soultan Galiev, dès que le danger des nouvelles révoltes est passé, fut écarté du cercle du pouvoir et exclu du parti communiste. Une chose inquiète en fait les Bolcheviks : le « pantouranisme » (rassemblement de tous les peuples turcs), ce qui explique qu'ils aient voulu faire disparaître jusqu'au nom de Turkestan.

### 1917

#### Russie/URSS
Les années 1920-1930 ont connu une phase d'indigénisation (korenizatsia), conformément à la déclaration des droits des peuples de Russie (en) (1917, « l'égalité et la souveraineté des peuples de Russie »), avec latinisation en Union soviétique, afin de lutter contre le chauvinisme grand-russe.
Dès 1930-1932, le mouvement est inverse : russification, soviétisation, cyrillisation en Union soviétique (en), athéisme d'État...
L'ancien Turkestan russe a été l'objet de nombreuses redéfinitions administratives :
- Union des républiques socialistes soviétiques (1922-1991)
- République socialiste soviétique autonome du Turkestan (1918-1924)
- République soviétique socialiste autonome kazakhe (1920-1936), République socialiste soviétique kazakhe (1936-1991)
- République soviétique populaire de Boukhara (1920-1924), République soviétique socialiste de Boukhara (1924)
- République soviétique populaire du Khorezm (1920-1923), République soviétique socialiste du Khorezm (1923-1924)
- République socialiste soviétique d'Ouzbékistan (1924-1991)
- République socialiste soviétique du Turkménistan (1924-1991)
- République socialiste soviétique autonome du Tadjikistan (1924-1929), République socialiste soviétique du Tadjikistan (1929-1991)
- République socialiste soviétique kirghize (1936-1991)

Et comme dans le reste de la Russie : 
- Guerre civile russe (1917-1923), révolte basmatchi (1916-1934), Ibrahim Bek (1889-1931), Mikhaïl Frounze (1885-1925)
- Grandes Purges (1934-1938), stalinisme, déportation des peuples en URSS.

#### Mongolie
- Parti du peuple mongol (1920), Révolution mongole de 1921
- République populaire mongole (1924-1992, Mongolie-Extérieure)

- Mongolie-Intérieure (Chine), dont Mengjiang (1936-1945), gouvernement autonome, en lien avec le Mandchoukouo japonais (1932-1945)

#### Xinjiang
- Révolution chinoise de 1911
- République de Chine (1912-1949), histoire de la république de Chine
- Province du Xinjiang sous la république de Chine (1912-1949), Première République (Turkestan oriental) (1933-1934), Seconde République (Turkestan oriental) (1944-1949)
- Histoire de la république populaire de Chine (depuis 1949)
- Région autonome ouïghoure du Xinjiang (1955), histoire du Xinjiang depuis 1949)

#### Tibet
- Tibet (1912-1951), Tibet depuis 1950, incorporation du Tibet à la république populaire de Chine

#### Afghanistan
- Émirat d'Afghanistan (1823–1926, 1929–1929)
- Royaume d'Afghanistan (1926-1973)
- République d'Afghanistan (1973-1978)
- République démocratique d'Afghanistan (1978-1992)

## Depuis 1991
- Communauté des États indépendants (1991, CEI)
- Entrée en vigueur du traité de Semipalatinsk le 21 mars 2009

#### Préhistoire et protohistoire: sites et cultures archéologiques
- Tableau synoptique des principales cultures préhistoriques de l'Ancien Monde
- Liste de sites et cultures archéologiques en Asie centrale
- Cultures archéologiques d’Asie centrale (en)
- Expédition archéologique du complexe du sud du Turkménistan (en) (STACE, 1946-)

- Homme de Denisova (41000 ans AEC, soit 41 ka avant notre ère, Altaï, massif à la frontière Sibérie-Kazakhstan-Xinjiang)
- Chasseurs-cueilleurs de l'ancienne Eurasie du Nord (en) (34000-26000)
- Chasseurs-cueilleurs de l'Est (16000-11000)

- Néolithique :
  - Culture Mehrgarh (7000-2000), Baloutchistan pakistanais, en lien avec la civilisation de la vallée de l'Indus (3200-1900)
  - Culture Djeitun (7000c-4500), Ulug Dépé (datation affinée)
  - Kelteminar culture (en) (5500-3500), désert du Karakoum, désert du Kyzylkoum, Amou-Daria, Kazakhstan-Ouzbékistan-Turkménistan
  - Culture de Khvalynsk (4900-3500), Khvalynsk, steppe pontique, frontière Kazakhstan (//culture de Samara)
  - Culture de Namazga (4500-1100), Namazga-depe (Kopet-Dag, Turkménistan), Sarazm

- Âge du cuivre : 
  - Mehrgarh III
  - Culture de Namazga (4000) Turkménistan, Monjukli Depe (en), cuivre, lapis-lazuli
  - Culture de Botaï (3700-3100), Nord-Kazakhstan
  - Culture Yamna (3600-2033), Sud-Oural, steppe pontique
  - Culture d'Afanasievo (3300/3200-2600/2400), Tokhariens
  - Sarazm

- Âge du bronze, à partir de 2700-2500
  - Culture Vakhsh (en) (2500-1650), Vakhch/Surkhob (Tadjikistan) et Kyzylsou  (Kirghizistan), Farkhar, orge, blé, chien, cerf, chameau, âne, cheval, mouton, chèvre
  - Civilisation de l'Oxus (Complexe archéologique bactro-margien, BMAC, 2300-1700 AEC), civilisation des oasis
  - Culture de Sintachta (2200-1800), steppe eurasienne, Oural-Sud, Arkaïm
  - Culture d'Andronovo (2000-1000), Kazakhstan-Amou Daria
  - Culture Suyarganovo (en) (2000-1000), Amou-Daria (Khwarezm)
  - Culture Sroubna (1900-1200), Ukraine-Russie, ‘’Culture des tombes en bois »
  - Culture Tazabagyab (en) (1850-1500), vallée du Zeravchan (Tadjikistan, Ouzbékistan, Turkménistan), irrigation, cuivre, étain, turquoise, cheval, chariot
  - Bishkent (en) (1700-1500), Tadjikistan
  - Culture du Gandhara (1600-500), Gandhara, Barikot/Bazira, district de Swat (Pakistan)
  - Culture Sagsai (en) (1500-1000), Sagsai (Ouest-Mongolie), suite de Chemurchek
  - Culture Chust (en) (1500-900), Vallée de Ferghana
  - Culture du Karassouk (1500-800), Sibérie occidentale et Kazakhstan
  - Culture Yaz (en) (1500-300), Namazga-depe  (Kopet-Dag, Turkménistan) : tour de potier, irrigation
  - Culture des pierres à cerfs (1400-700), Sud-Sibérie, Mongolie
  - Culture Begazy–Dandybai (en) (1350-1150), Saryarka, steppe et lacs du Kazakhstan septentrional, Mausolées Begazy Dandybai (en)

- Âge du fer, parfois dès 1500, le plus souvent 1000
  - Culture Subeshi (en) (1100-100), Xinjiang
  - Culture de Tagar (800-168), Sud-Sibérie, Ienisseï , Khakassie, Sakas
  - Culture Tasmola (en) (800-400), centre du Kazakhstan, Sakas, (peut-être les Issedones d’Hérodote), tumulus de Tasmola (en)
  - Culture Aldy-Bel (en)  (650-500), Sud-Sibérie, scythique, nomade, kourgane
  - Culture de l'Ordos (600-150), Ordos Plateau (Mongolie-Intérieure), art scythoïde
  - Culture sauromatienne (en) (550-350), Volga-Oural-Sud-Sibérie
  - Culture Pazyryk (550-250), Sakas, kourgane, Kazakhstan/Altaï, enterrements de Pazyryk (en)
  - Culture Korgantas (en) (400-113), suite de la culture Tasmola
  - Culture Bulan-Koba (en) (de -150 à +450), Altaï
  - Culture de Tachtyk (20-350), suite de Tagar, Krasnoïarsk, Sud-Sibérie, Ienisseï , Khakassie, Sakas
  - Culture Kok-Pash (en) (250-450), Altaï

#### Groupes linguistiques présents dans la région
- Langues indo-européennes (indo-européen commun (4500-2500)), langues indo-aryennes
  - Langues iraniennes : sogdien, parthe, scythe, bactrien, chorasmien, khotanais, ossète, alain, avestique...
    - Langues indo-aryennes : prâkrit, gandhari

  - Langues tokhariennes (disparues) : agnéen, koutchéen
- Langues altaïques
  - Langues turciques : turc, azéri, ouïghour, ouzbek, kazakh, tatar, turkmène, kirghize...
    - Langues oghoures : avar d'Asie, hunnique, khazar, proto-bulgare, tchouvache

  - Langues mongoliques : mongol, ordos, moghol, kalmouk…
    - Langues para-mongoles, rouran, vieux khitan…

  - Langues toungouses…

#### Antiquité

##### Régions antiques et/ou satrapies
- Steppe eurasienne, Sarmatia (en) (en), steppe kazakhe, puis steppe pontique
- Déserts d'Asie centrale : désert du Karakoum, désert du Kyzylkoum, plateau d'Oust-Ourt
- Scythie
- Coumanie (étendue),
- Bactriane (2500/2000 AEC - 900/1000), satrapie de Bactriane (vers -540), Asii, Sakas, Daxia, Tokhariens (Tokharistan), civilisation koutchéenne, Aï Khanoum
  - Balkh (Afghanistan)
- Margiane, Merv (actuel Tukménistan)
- Sogdiane (600 AEC-10502c), Sogdiens, Samarcande, Boukhara, Cyropolis, Khodjent, Balasagun, Merv, satrapie de Sogdiane (305-256)
- Transoxiane, entre Amou-Daria et Syr-Daria : Samarcande, Boukhara
- Khwarezm (Chorasmie), Khiva, Kounia-Ourguentch, Khoresmie dans l'Antiquité (de), Khwarezmiens
- Dahestan / Dihistan, pays des Dahae (Dahas/Dahéens/Dases)
- Marges Sud et Est
  - Arie (Aria), Artacoana (en), Alexandria Ariana (en) (Hérat)
  - Paropamisades, Kaboul, Begrâm (Afghanistan)
  - Gédrosie (/ Makran) : Gwadar, Sehwan, Khuzdar, Quetta, Sibi
  - Hyrcanie (Hyrcania, Ὑρκανία) : Zadracarta, Gorgan (Golestan, Iran), et Tabarestan
  - Drangiane (Tzarangiane), vallée de l’Helmand, Sistan (Iran)
  - Arachosie (Baloutchistan, Kandahar), Koundouz (Drapsaka)
  - Gandhara (nord Pakistan) : Peshawar, Mardan, Taxila, art gréco-bouddhique
  - Xinjiang (Turkestan oriental) : Tokhariens, Yuezhi : désert du Taklamakan, désert de Gobi, Lob Nor, bassin du Tarim (momies du Tarim (2000-1500) (et jusqu'à -200))

##### Sociétés
- Mode de vie :  pastoralisme nomade, agropastoralisme
- Domestication :
  - orge, blé, pomme, mûrier blanc, et davantage avec les Tokhariens de Tarim, (irrigation)
  - chien, chèvre, mouton, âne, cheval, chameau
    - Domestication du cheval (dont Ouest-Kazakhstan), utilisation du cheval, équitation, cheval dans l'art
    - Chameau de Bactriane, domestication vers 2500

- Nomades eurasiens (en)
  - Peuple cavalier, rôle du cheval dans la guerre en Asie de l’Est, archerie montée, Empire nomade

##### Peuples antiques
- Liste d’anciens peuples iraniens (en)
- Sakas (1000/900-500)
  - Massagètes (Sakā tigraxaudā, Orthocorybantiens)
- Scythes (1000/650-250), Parthes, steppe pontique
  - Dahae, Parni, Xanthii, Pissuri
  - Monde scytho-sibérien (en)
  - Métallurgie scythe (en)
  - Parthes
- Sarmates (de -250 à + 350) (Σαυρομάτοι, en peau de lézard)
  - et leurs héritiers : Aorsi (en) (Aorsoi), Yancai (en), Kangju, Siraques, Roxolans, Iazyges, Alains, Iasses
- Cimmériens (1000 ?-630 ?), apparentés Scythes
  - Thraco-cimmériens (en)
- Proto-Indo-Européens (reconstitution)
  - Peuples indo-aryens, migrations indo-iraniennes

##### Commerce
- Routes commerciales, Radhanites Nestoriens, Sogdiens, Khazars, étapes caravanières
  - Route du Khorassan (en)
  - Routes du jade (Xinjiang, Khotan)
  - Commerce : épices, métaux, armes, harnachement du cheval, joaillerie, lapis-lazuli, turquoise (Sarazm), arts décoratifs, fourrures
  - Routes de la soie
    - Transmission de l'art par la route de la soie , arts de l’Asie centrale (en)
      - Art des steppes, scytho-sibérien, art serindien (Kouchan / Serinde / Xinjiang)

    - Expansion du bouddhisme via la route de la soie, gréco-bouddhisme, art gréco-bouddhique, art kushan
    - Expansion du christianisme en Asie centrale/orientale/australe, Église de l'Orient, nestorianisme
- Religions
  - Bouddhisme en Asie centrale (en), Gréco-bouddhisme
  - Histoire des Juifs en Asie centrale (en), Juifs de Boukhara, histoire des Juifs au Turkménistan
  - Christianisme en Asie centrale (en), Nestorianisme
  - Manichéisme
  - Islam en Asie centrale (en)

##### États régionaux multi-ethniques, fédérations, royaumes, empires
- Royaume Parama Kamboja (en) (600-400 ?), en partie sur Afghanistan-Ouzbékistan-Tadjikistan
- Empire achéménide (559-330 AEC)
- Chronologie des campagnes d'Alexandre le Grand (336-323)
- Royaume de Macédoine (329-305, Empire séleucide (305-64), guerres séleucides-parthes (en)
- Époque hellénistique (330-30), royaume gréco-bactrien (246/256-120), royaumes indo-grecs (de -200 à +10, Yavanarajya), art hellénistique
- Empire parthe (de -247 à +224), guerres romano-parthes, Nisa (Turkménistan)
- Royaume indo-parthe (19-226), Taxila (Rawalpindi, Pendjab, Pakistan)
- Empire kouchan (de 30-350/375, apogée 105-250), Begrâm (Afghanistan, Alexandrie du Caucase), trésor de Begrâm, Purushapura (Peshawar), Yuezhi, art kushan
- Royaume de Khotan (56-1006), Khotan (Xinjiang), Sakas, bouddhiste
  - autres États-oasis du Tarim sur la route de la soie : Yarkand, Loulan, Tourfan, Kachgar, Karachahr (et Kucha)
- Empire sassanide (224-651), guerre perso-byzantine de 602-628
- Irrigation, méthodes d'irrigation traditionnelles en Iran

##### Antiquité tardive: Huns
- Huns, Xiongnu, Xwn, Empire hunnique (316-484), de langue hunnique
- Royaume kidarite (320-467, Huns rouges), de culture gréco-bouddhique
- Alkhon (380-560, Huns iraniens)
- Shvetahûna, (440-670, Huns blancs, Huns Hephthalites)
- Tiele (480-540, confédération, Kazakhstan)

##### 500-1800: domination des peuples turciques
- Proto-Mongols
- Ruanruan, khaganat Ruanruan / Rouran (330-555), Mongolie
- Sabires, Göktürk (552–657, 682–745, en Mongolie), Avars
- Turkestan : peuples turciques, histoire turcique (en)
  - Turkestan oriental ~ petite Boukharie, Tartarie chinoise, Turkestan chinois
    - Xiyu (régions de l'Ouest), Protectorat des Régions de l'Ouest (de-59 à 539), royaume de Shule (200 AEC - 790, Kachgar)
    - Dzoungarie, Xinjiang

  - Turkestan occidental
    - Göktürks (Turcs bleus) & Sassanides (224-651) :
    - Khaganat turc (551-603), guerre civile göktürk (583-603)
    - Khaganat turc occidental (581-657, khanat Göktürk)
- Expansion de l'islam, conquête musulmane de la Perse (633-654), conquête musulmane de la Transoxiane (673-751), bataille de Talas (751)
  - Sciences arabes, arts de l'Islam, médersas d'Asie centrale
  - Tradition turco-persane (en), variante de culture islamique
- Royaume de Kapisa (600-700), Kapissa, Bêgram (Afghanistan), Turcs shahis
- Campagne des Tang contre les royaumes des oasis (640-48)
- Califat omeyyade (661-750, Damas)
- Empire khazar (650-969), Khazars
- Second Khaganat Turc/Göktürk (682-744)
- À l'écart, mais en interaction pendant un demi-siècle : Empire du Tibet (692-877)
- Khaganat Türgesh (699-766), lié aux Göktürk, conquis par le khanat des Karlouks (dont sont issus les Qarakhanides)

#### 750
- Khaganat ouïgour (744-848)
- 750-867 : Califat abbasside (750–1258/1517)
- Bataille de Talas (751), où les Karlouks, vassaux alliés des Tang, font défection pour les Abbassides : fin de l'ouest des Tang, la Transoxiane devient arabo-musulmane
- 755-757 : révolte d'An Lushan (703-757), sogdo-turc chinois, fin des colonies centre-asiatiques de la dynastie Tang
- 755-840 : première islamisation de l'Asie centrale
- Abu Muslim al-Khurasani (718/719-755), général abbasside d'origine persane zoroastrien (de Merv)
- Al-Ma'mūn, calife abbasside (Bagdad) en 813-833
- 819-999 : dynastie des Samanides (Perse, Transoxiane, Khorassan)
- 820-872 : dynastie des Tahirides (Fars, Kerman, Khorassan, Sistan)
- 840-1212 : khanat des Qarakhanides turcique (avec chinois et persan) (Transoxiane)
- 861-1003 : dynastie des Saffarides (Perse, Afghanistan)
- Expéditions des Rus' en mer Caspienne (864-1041)
- 850-1000 : généralisation de la langue persane, fin des routes terrestres de la soie
- 907 : fin de la dynastie Tang (Chine, 618–690, 705–907)
- 964-928 : dynastie des Alavides (Sud-Caspienne)
- 969 : fin du khaganat des Khazars (650-969, Caspienne, Transcaucasie, Kazakhstan)

#### 1000
- Ghaznévides (962-1187)
- Ghorides (879-1215, dynastie afghane, apogée vers 1203)
- 1037-1194 : Empire seldjoukide (1037-1194, perse, turquisé, sunnite), Seldjoukides (1000-1308, dynastie turcique)
- Empire des Kara-Khitans (1124-1218) (Khitans noirs, proto-Mongols), dissidence des Khitans (de la dynastie Liao (907/916–1125, Empire Khitan), Mongolie-Chine), en remplacement des Qarakhanides

#### 1200-1800: domination turco-mongole
- Buraq Hajib (1190-1234), dynastie Qutlugh-Khanid sur un khanat de Kerman (sud-est de la Perse)
- 1218-1370 : armée mongole, empire mongol (1206-1243/1294), Horde d'or (1243-1502),destruction sous l'Empire mongol (en), liste des États mongols (en)
- Khwarezmchahs (1077-1231), dynastie perso-turque en Perse-Khwarezm-Transoxiane
- Invasions mongoles en Asie centrale (1216-1221), invasion mongole des Kara-Khitans (1216-1218)
- Invasion mongole de l'Empire khwarezmien (1218-1221)
- Khanat de Djaghataï (1220-1334), (Djaghataï (1183-1242, second fils de Gengis Khan)
  - Khanat de Transoxiane (1462-1705)
  - Khanat de Mogholistan (1347-1462)
  - Khanat de Yarkand (1514-1705), conquête de l'Altishahr par les Dzoungars (1678-1680, annexion du bassin du Tarim)
- Dynastie Yuan en Asie centrale (1234/1271–1368)
- 1325-1353 : Liste des lieux visités par Ibn Battuta en Asie centrale (en)
- 1370-1506 : Empire timouride (1370-1507)

#### 1500
- Khanat de la Horde Nogaï (1500c-1632), Saraïtchik (Ouest du Kazakhstan, Nord de la Caspienne, route de la soie)
  - Invasions des Tatars de Crimée en Russie (1507 pour la première), bataille de Molodi (1572)
- 1506-1598 : dynastie turcique des Chaybanides (1429-1598)
- Khanat de Khiva (1511-1920)
- Khanat dzoungar (1634-1756, Turkestan oriental)
- Khanat de Boukhara (1599-1920), dynastie des Djanides
- Khanat de Kokand (1709-1876)
- 1736-1749 : dynastie iranienne turcomane des Afcharides (1736-1749)
- 1750?-1800? : Empire durrani (1747-1826, Empire afghan)
- Dynastie Qing en Asie centrale (1644-1912)
- Khanat dzoungar (1634-1756) : Xinjiang et parties orientales du Kazakhstan et du Kirghizistan

#### 1800-1918: domination russe
- Khanats actifs :
  - Domination du Khanat de Boukhara (1599-1785) puis émirat de Boukhara (1785-1920)
  - Khanat kazakh (1465-1847), Horde de Boukeï (1801-1845, khanat kazakh)
  - Khanat de Kokand (1709-1876)
  - Khanat de Khiva (1511-1920), traite des esclaves à Khiva (en), expédition de Khiva (1873)
- Jadidisme, islam moderniste libéral, influent dans l'émirat de Boukhara
- Conquête russe de la Sibérie (1580–1778), par les voies navigables de Sibérie (en)
- Conquête russe du Turkestan (1839-1895), entamée dès 1716-1722 et 1774-1776
- Turkestan russe (1867-1917) gouvernement général du Turkestan

#### 1918-1991: Union des républiques socialistes soviétiques (URSS)
- Révolte basmatchi (1916-1934)
- Asie centrale soviétique
- Autonomie de Kokand (1917-1918, Turkestan Autonomy)
- Délimitation des frontières en Asie centrale soviétique
- République socialiste soviétique autonome du Turkestan (1918-1924)
- Autonomie d'Alash (1917-1920), République soviétique socialiste autonome kazakhe (1920-1936)
- République soviétique populaire du Khorezm (1920-1923), République soviétique socialiste du Khorezm (1923-1924)
- Oblast autonome kara-kirghiz (1924-1925)
- Oblast autonome karakalpak (1925-1932), République socialiste soviétique autonome de Karakalpakie (1932-1991)
- République soviétique populaire de Boukhara (1920-1924), République soviétique socialiste de Boukhara (1924)
- République socialiste soviétique d'Ouzbékistan (1924-1991)
- République socialiste soviétique du Turkménistan (1924-1991)
- République socialiste soviétique du Tadjikistan (1929-1991)
- République socialiste soviétique kazakhe (1936-1991)
- République socialiste soviétique kirghize (1936-1991)
- Collectivisation en Union soviétique
- Politique anti-religieuse soviétique (1928-1941)
- Campagne des terres vierges (1953)
- Xinjiang (Chine)
  - Première République (Turkestan oriental) (1933-1934), Seconde République (Turkestan oriental) (1944-1949)
  - République populaire de Chine : région autonome ouïghoure du Xinjiang
- Expéditions scientifiques danoises en Asie centrale (1936-1955), Henning Haslund-Christensen

#### 1991: indépendances
- République du Kazakhstan (1991-présent)
- République kirghize (Kirghizistan (1991-présent)
- République de l'Ouzbékistan (1991-présent)
- République du Tadjikistan (1991-présent)
  - Guerre civile du Tadjikistan (1992-1997)
- République du Turkménistan (1991-présent)
- Asie centrale soviétique
- Héritages de la politique soviétique en Asie centrale
- Communauté des États indépendants (1991, CEI)

#### 2000
- Histoire du Kazakhstan, du Kirghizistan, de l'Ouzbékistan, du Tadjikistan, du Turkménistan,
- Histoire du Xinjiang, de l'Afghanistan, du Tibet, de la Mongolie
- Histoire du Pakistan (Nord), de l'Iran, de l'Azerbaïdjan

- Agriculture en Asie centrale (en)
- Architecture d'Asie centrale (en)
- Union économique d'Asie centrale (en)
- Géostratégie d'Asie centrale (en)
- Asie centrale plus Japon

- Jeux de l'Asie centrale (sports)
- Cinéma d'Asie centrale

- Musée russe d'Ethnographie, Musée d'ethnographie et d'anthropologie de l'Académie des sciences de Russie, Institut d'anthropologie et d'ethnologie Mikloukho-Maklaï